# Nhân giống ngựa
Nhân giống ngựa là việc con người thực hành nhân giống các loại ngựa, nhân giống ngựa nhằm mục đích tạo ra thế hệ ngựa mới nhưng cũng có thể là quá trình chọn giống để cải tiến, cho ra những giống ngựa mới. Việc nhân giống ngựa dựa trên tập tính động dục tự nhiên của loài ngựa và việc chọn giống ngày nay trên cơ sở nghiên cứu bản đồ gen của loài ngựa. Nhìn chung, ngựa cũng dễ dàng gây giống. Nhân giống ngựa chính là sinh sản ở ngựa, và đặc biệt là quá trình nhân đạo của chọn giống động vật, nhất là những con ngựa thuần chủng của một loài nhất định. Giao phối kế hoạch có thể được sử dụng để sản xuất các đặc tính mong muốn đặc biệt ở ngựa thuần hóa. Hơn nữa, quản lý chăn nuôi hiện đại và công nghệ có thể làm tăng tỷ lệ thụ thai, mang thai khỏe mạnh, và sinh nở thành công.

## Đại cương

### Trong tự nhiên
Các động vật họ Ngựa là các động vật sống thành bầy trong đàn đến khoảng 200 con, chúng có bầy mang tính chất lâu bền gồm một con đực và một đàn cái, với các con đực còn lại tạo thành các bầy độc thân nhỏ. Các loài khác tạo thành bầy có tính chất tạm bợ, kéo dài chỉ vài tháng, trong đó hoặc là hỗn tạp hoặc là một giới. Tôn ti trật tự (pecking order) rõ ràng được thiết lập giữa các cá thể, thường là con cái thống lĩnh sẽ kiểm soát sự tiếp cận các nguồn thức ăn và nước uống còn con đực đầu đàn thường sẽ kiểm soát các cơ hội giao phối. Ngựa cái giao phối với ngựa đực vào mùa xuân và ngựa con được sinh ra vào mùa đông năm sau, khi có nhiều cỏ tươi.
Những trận đấu trước giao phối là nghi thức không thể thiếu của loài ngựa. Con đực thắng cuộc sẽ giành được quyền giao phối với bạn tình và với cả hậu cung đông đảo từ 8 tới chín con, bảo đảm khả năng di truyền của nó cao nhất. Nó sẽ phải không ngừng chiến đấu để ngăn chặn những con đực khác tìm cách ve vãn con cái của nó. Tư thế giao phối của loài ngựa khá giống với loài chó (kiểu chó), con đực sẽ chồm lên từ đằng sau con cái. Khi quan hệ, con đực cũng có những hành động âu yếm, thể hiện tình cảm với ngựa cái và thỏa mãn trên lưng bạn tình sau một hồi giao phối.
Các con ngựa cái nói chung thường chỉ rụng một trứng, có khoảng 24-26% là nhiều trứng (99% là hai trứng) và khoảng thời gian giữa các lần rụng trứng là 1 ngày. Ngựa cái mang thai khoảng 335-340 ngày và thường sinh một (rất hiếm khi sinh đôi). Ngựa con có thể đi lại chỉ sau khi sinh một giờ và chẳng bao lâu sau có thể theo kịp bước chân cả đàn. Ngựa bốn tuổi được coi là trưởng thành, mặc dù chúng tiếp tục phát triển bình thường cho đến khi 6 tuổi. Một con ngựa con được sinh ra đời phải mất 11 tháng rưỡi. Sau khi giao phối và mang thai trong khoảng 11 tháng thì các ngựa cái sẽ đẻ, thường là chỉ một con non. Các con non có khả năng đi lại chỉ khoảng 1 giờ sau khi sinh ra và chúng được mẹ cho bú trong khoảng 4 tới 13 tháng.

### Sinh trưởng
Sinh trưởng ở ngựa được xem là sự tăng cường tổng hợp protein trong các mô bào, vì thế thường lấy việc tăng khối lượng và kích thước các chiều làm chỉ tiêu đánh giá quá trình sinh trưởng. Từ giai đoạn sơ sinh đến 3 tháng tuổi thì ngựa phát triển mạnh nhất, tiếp theo là giai đoạn 3-6 tháng, 6-9 tháng và 9-12 tháng. Từ 18-24 tháng thì sinh trưởng chậm dần lại. Đến giai đoạn 24-30 tháng tuổi thì ngựa bước vào tuổi trưởng thành, tốc độ sinh trưởng ở giai đoạn này là thấp nhất. Sinh trưởng của ngựa có thể chia làm 4 pha về mặt kích thước: năm thứ nhất chiều cao, năm thứ 2 chiều dài và chiều rộng, năm thứ 3 chiều rộng, năm thứ 4 chiều sâu và chiều rộng. Trong chăn nuôi ngựa cũng như chăn nuôi gia súc, gia cầm người ta thường dùng các chỉ tiêu đánh giá tốc độ sinh trưởng như sinh trưởng tích lũy, sinh trưởng tuyệt đối và sinh trưởng tương đối, kích thước cơ thể và các chỉ số cấu tạo thể hình.

## Chu kỳ động dục

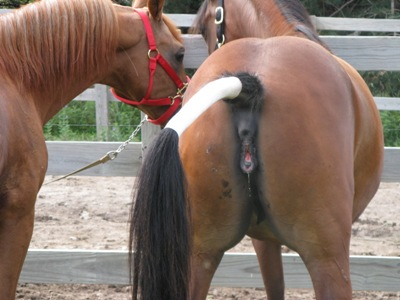
Biển hiện âm hộ của một con ngựa nái đang động đực

Chu kỳ động dục (estrous cycle) cũng được gọi đơn giản là động dục điều khiển khi một con ngựa cái dễ chấp nhận đối với một con ngựa đực, và giúp cơ thể chuẩn bị ngựa cái để thụ thai.

### Thời điểm
Thông thường ngựa cái một năm chịu đực (động dục) một lần, điều này thường xảy ra vào mùa xuân hoặc mùa hè. Chu kỳ ngựa cái chịu đực (heat) thông thường vào thời tiết ấm hơn. Tại vùng ôn đới, các con cái của động vật họ Ngựa khi không mang thai nói chung có chu kỳ động dục theo mùa, từ đầu mùa xuân tới mùa thu. Phần lớn các con cái sẽ tiến tới trạng thái ngừng động dục trong mùa đông và vì thế không có khả năng thụ thai/đẻ trong thời kỳ này. Chu kỳ sinh sản được kiểm soát bằng chu kỳ chiếu sáng (độ dài thời gian ban ngày), với sự động dục được kích thích khi độ dài thời gian ban ngày dài ra.
Ngừng động dục ngăn cản con cái thụ thai trong các tháng mùa đông, do điều đó làm cho khả năng sống sót của con non là rất thấp trong thời gian khắc nghiệt nhất của năm. Tuy nhiên, khi chúng sống gần xích đạo, sự thay đổi về độ dài thời gian ban ngày là không đáng kể thì các con cái không có khoảng thời gian ngừng động dục, khoảng 20% ngựa cái đã thuần hóa tại Bắc bán cầu cũng động dục quanh năm do mất cảm giác đối với melatonin.
Sự rụng trứng ở các con cái nói chung là một trứng, tuy rằng khoảng 24-26% là nhiều trứng (trong đó 99% là hai trứng). Khoảng thời gian giữa các lần rụng trứng là 1 ngày. Nồng độ của progesteron (hoóc môn giới tính duy trì thai) sẽ tăng lên sau lần rụng trứng thứ hai. Các chu kỳ động dục (rượng đực) của một con ngựa xảy ra khoảng mỗi 19-22 ngày, thường xảy ra từ đầu mùa xuân và mùa thu. Hầu hết ngựa không động dục trong giai đoạn mùa đông, hiện tượng rượng đực không xảy ra. Ngựa con mới 18 tháng tuổi có khả năng tình dục và sanh đẻ (có lẽ vì vậy mà có thành ngữ "đĩ ngựa" chỉ sự sung mãn), nhưng thông thường cho ngựa nhảy đực khi quá 3 tuổi. Bốn tuổi mới thật sự trưởng thành ở loài ngựa. 

### Biểu hiện

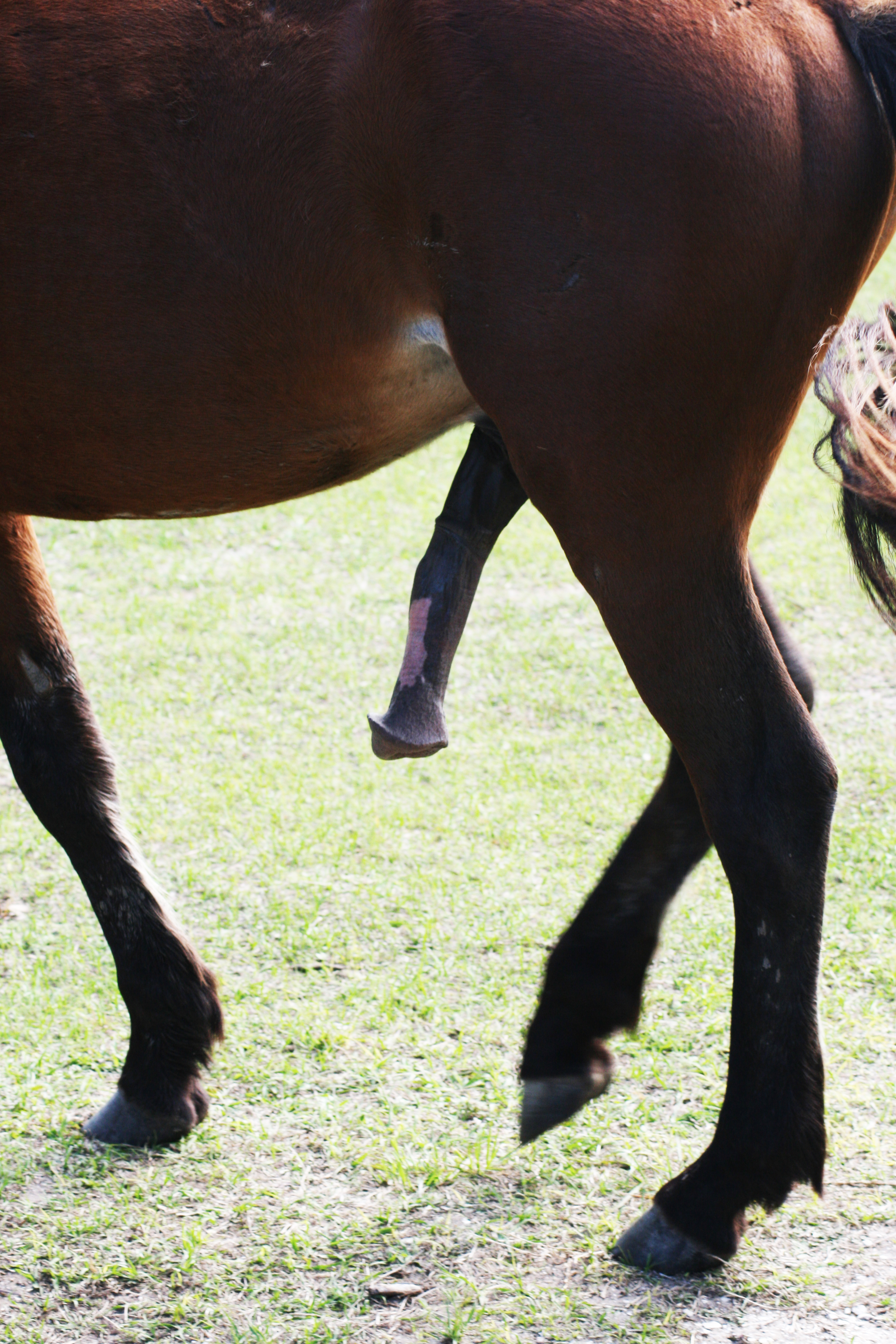
Một con ngựa có dương vật tía

Ngựa đực có tuổi phát dục ở giai đoạn 36 đến 40 tháng, nhưng ngựa đực được đưa vào phối giống sau 48 tháng tuổi. Biểu hiện kỳ lạ khi con ngựa cuộn môi trên của nó và giương răng trông giống như nở nụ cười tươi, thực tế là một phần của phản ứng flehmen. Đó chỉ là hành động của ngựa để dùng tuyến khứu giác ngửi mùi. Phản ứng flehmen phổ biến ở ngựa đực hơn ngựa cái.
Chuồng ngựa giống phải luôn sạch sẽ, nền chuồng và đường đi phải luôn khô ráo. Chú ý thông gió trong chuồng, giữ cho chuồng có đủ ánh sáng. Ngựa đực giống cần được yên tĩnh. Ít tiếp xúc với môi trường xung quanh, kể cả những người không trực tiếp nuôi dưỡng, quản lý nó. Cần chú ý cách ly với ngựa cái hàng ngày nếu không phản xạ của ngựa sẽ rối loạn, tính hăng giảm sút.
Chăn ngựa trên bãi chăn, ngựa cái ngơ ngác tìm đực, thả đàn tự do sẽ theo đến gần ngựa đực, cong đuôi, đái rắt, ngựa đực lại gần con cái quay mông lại gần ngựa đực. Ngựa cái đến khi chịu đực sẽ cho ngựa đực ngửi, cắn phần sau, hai chân sau nhún xuống, muốn cho ngựa đực giao phối. Kiểm tra cơ quan sinh dục của ngựa cái thấy cổ tử cung mềm, hai sừng tử cung mềm và chùng, buồng trứng phát triển. Thời điểm gần rụng nang trứng đã tăng trưởng tích dịch căng tròn cứng, khi nang trứng đang xẹp có phần nang mềm hoặc lùng nhùng. Cần được theo dõi những biểu hiện về lâm sàng, kết hợp dắt ngựa đực thí tình (test) để xác định ngựa cái động dục.
Ngựa cái sau sinh con từ 7 đến 13 ngày có chu kỳ động dục lại, lúc này ngựa cái đang nuôi con, ngựa mẹ sẽ giữ con khi ngựa đực đến gần không có biểu hiện động dục rõ ràng. Trong chu kỳ này ngựa cần được phối giống ngay vì vẫn có khả năng sinh sản bình thường. Nếu không được phối giống kịp thời sẽ khó phối lại được do ngựa mẹ nuôi con tiết sữa nhiều gây cho ngựa mẹ gầy, lại bị thời tiết nắng nóng khiến ngựa không động dục lại, do vậy có thể trong năm không phối giống được.

## Chọn giống

### Di truyền học

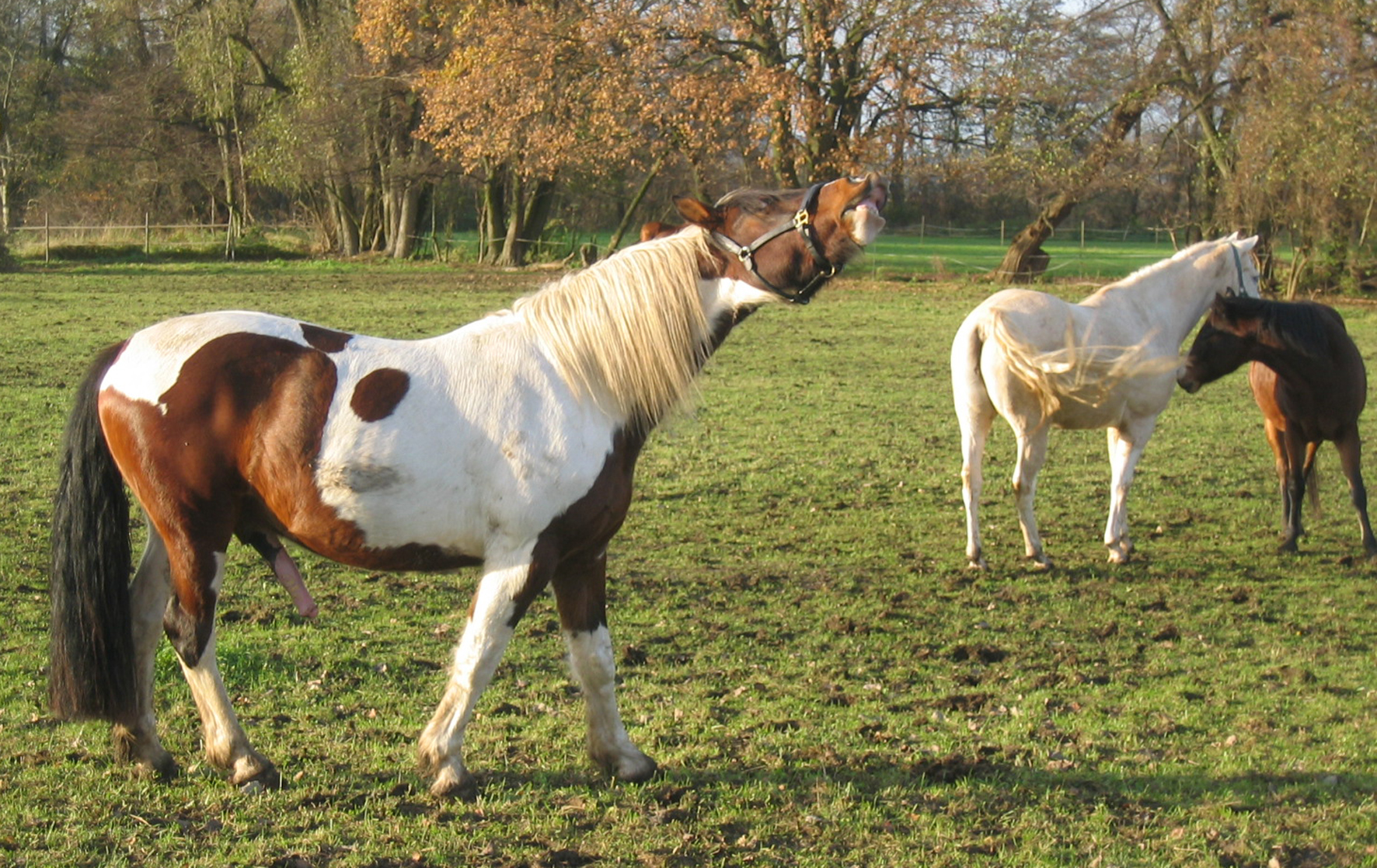
Phản ứng Flehmen

Ngựa có 64 nhiễm sắc thể. Các bộ gen con ngựa đã được công bố vào năm 2007. Nó chứa 2,7 tỷ cặp base DNA (là những đơn vị cơ sở xây dựng nên cấu trúc phân tử DNA xoắn kép) lớn hơn so với hệ gen của chó, nhưng nhỏ hơn so với bộ gen người hoặc gen bò, nó bao gồm 31 nhiễm sắc thể thường và hai nhiễm sắc thể giới tính. Một số tính trạng năng suất của ngựa đều có chung bản chất di truyền như với các gia súc khác, nhưng biểu hiện cụ thể về giá trị kiểu hình của các tính trạng này lại mang các đặc thù riêng do các gen quy định về di truyền của từng loài, hầu hết các tính trạng về năng suất hay tính trạng có giá trị kinh tế của gia súc như khả năng cho thịt, khả năng sinh sản, sinh trưởng, cho sữa, cho lông, cho da đều là các tính trạng số lượng.
Ở các tính trạng số lượng, giá trị kiểu hình (Phenotype Value-P), do giá trị kiểu gen (Genotyp value-G) và sai lệch môi trường (Environmental deviation-E) quy định. Quan hệ này được biểu thị bằng công thức P = G + E. Khác với tính trạng chất lượng, giá trị kiểu gen của tính trạng số lượng do nhiều gen có hiệu ứng nhỏ (minor gene) cấu tạo thành. Đó là gen mà hiệu ứng riêng biệt của từng gen thì rất nhỏ, nhưng tập hợp nhiều gen nhỏ sẽ có ảnh hưởng rất rõ rệt tới tính trạng nghiên cứu.
Hiện tượng này, gọi là hiện tượng đa gen (Polygene). Các minor gen tác động lên tính trạng theo 3 phương thức: cộng gộp, trội và át gen. Giá trị kiểu gen thể hiện qua công thức: G = A + D + I. Trong đó: A: là giá trị cộng gộp hay giá trị giống (Additive value or Breeding value) D: là sai lệch trội (Dominance deviation) I: là sai lệch tương tác (Interaction deviation) A là thành phần quan trọng nhất của kiểu gen vì nó ổn định, có thể xác định được và di truyền cho đời sau. Hai thành phần D và I cũng có vai trò quan trọng vì đó là giá trị của gen.

### Chọn ngựa

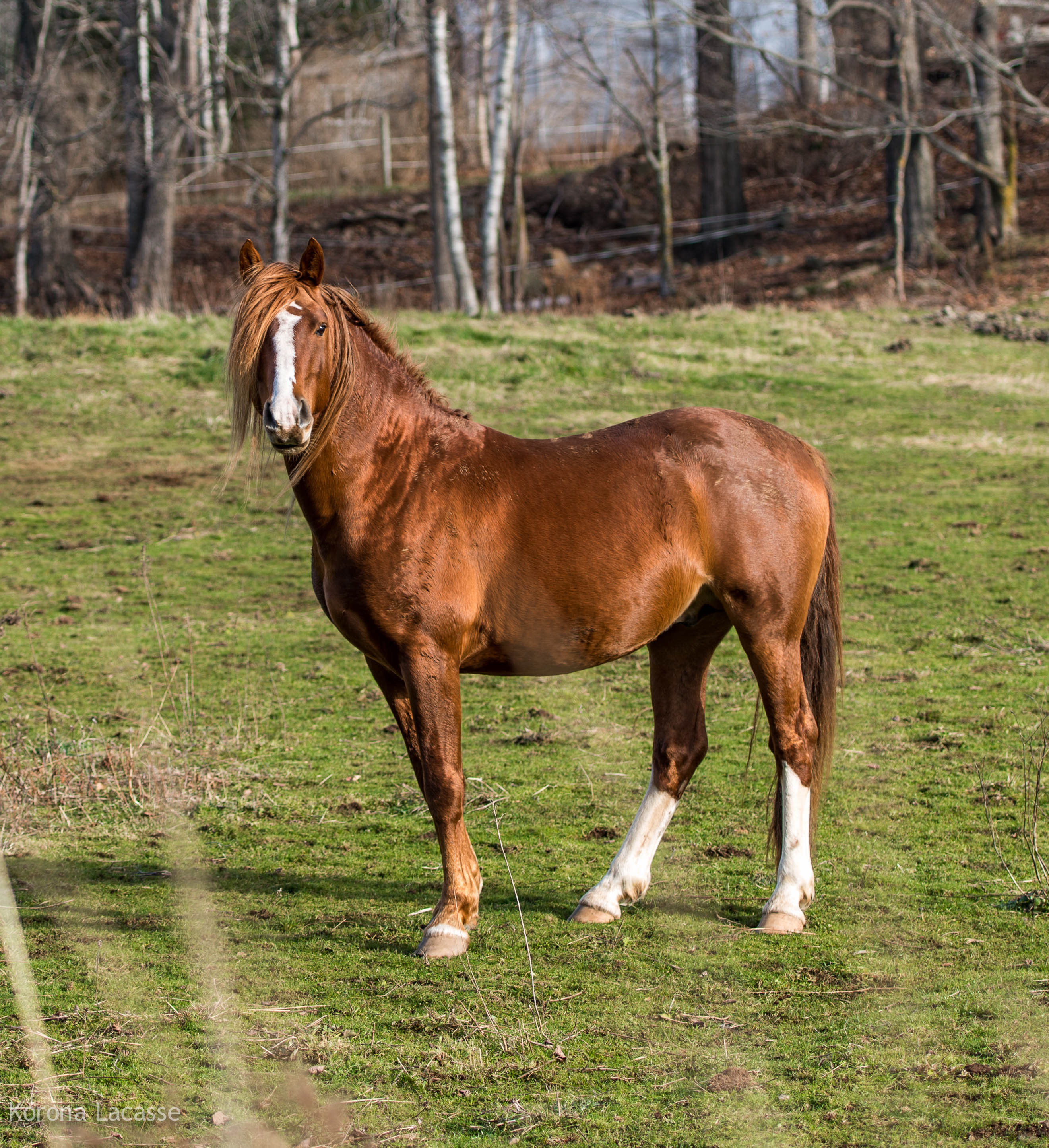
Một con tuấn mã

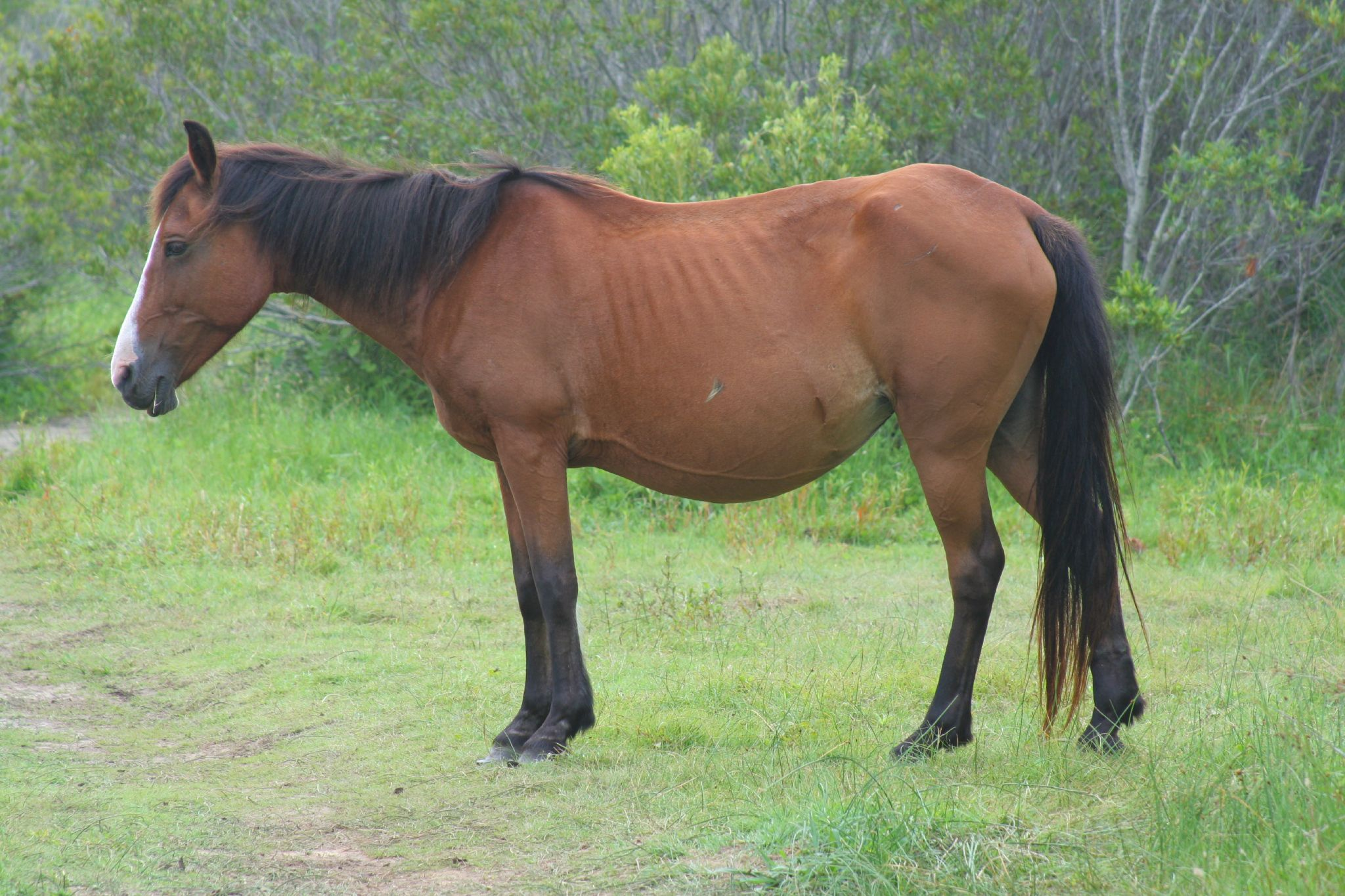
Một con ngựa nái đang mang thai

Đánh giá ngoại hình ngựa là bước đầu tiên tìm hiểu trạng thái sức khoẻ, sức sản xuất, hướng sản xuất để từ đó giúp chọn lọc được những con ngựa tốt hơn, nó là đặc tính thích nghi của ngựa trong điều kiện sống, dưới tác động của yếu tố di truyền và ngoại cảnh. Quá trình thích nghi này giúp cho ngựa sinh trưởng, phát triển và khả năng sản xuất cho sản phẩm. Các chỉ số ngoại hình và thể chất cao, ổn định nhiều năm thì ngựa có khả năng thích nghi cao với điều kiện đó.
Ngựa giống tốt phải có vóc dáng cao to, cổ dê, dạng mình gân, xương phải nhiều hơn thịt. Da ngựa phải mỏng, lông nhuyễn, chân càng nhỏ càng tốt nhưng ống xương phải tròn, đuôi có hình dạng như cây chổi tiên thì càng tốt. Tối kỵ những con ngựa mắt sáng, chớp liên tục, hai lỗ tai thường vểnh lên bởi đây là loại ngựa bị chích doping quá nhiều, một con ngựa được đánh giá tốt có khả năng thắng cao khi con ngựa ấy có đôi mắt to, đôi tai xốc thẳng, cổ dài, chân gân guốc, mình tròn, mông to. Những đặc điểm này chỉ có người trong nghề mới nhận biết được.
Đối với ngựa đua, phải là ngựa đực, khỏe, chạy nhanh, có dáng hình cao ráo, gân to, thịt săn chắc, chân thẳng và thon chắc, móng chụm, ngực nở, cổ vạm vỡ, khoáy không quá cao, răng trắng đều, bờm dày, lông đều và không được có nhiều màu sắc, sờ vào mượt như lụa. Một con ngựa đua thường được lựa chọn rất gắt gao, phải chọn dòng, chọn giống, lý lịch phả hệ kỹ càng. Nếu ngựa cha, mẹ có tốt, ngựa con đẻ ra mới là ngựa đua bản lĩnh, ngựa có thể đua trong thời gian khoảng 15 năm. Vòng đời của ngựa có thể kéo dài tới 30 năm, nên sau khi hết tuổi đua, những con ngựa tốt được dùng để nhân giống Những con ngựa còn lại, đặc biệt là ngựa lười nhác hay ngựa lai chỉ được dùng cho vận tải, liên lạc, cày bừa nông ngiệp và các công việc khác.
Trong thời phong kiến, ngựa phải chạy nhanh, đạt các tiêu chuẫn 4 nước đại, 3 đợt nhảy cao và có 9 đức tính tốt Những con ngựa được tiến cử cho vua là những con ngựa được tuyễn chọn trong các con ngựa cực kỳ quý hiếm. Về ngựa chiến, theo tiêu chuẩn xưa đó phải là giống ngựa quý, thuần chủng, có 4 nước đại và 3 đợt nhảy cao, 9 đức tính tốt. Những ngựa chiến giỏi gồm: ngựa Thố (Thỏ), ngựa Câu (Ngựa Tơ), ngựa Kỳ (hay), ngựa Ký (Bền), ngựa Đề (Móng Thú), ngựa Tuấn (Đẹp), ngựa Lạc (Vui), ngựa Bảo (Quí), ngựa Phiêu (Béo). Những chiến mã nổi tiếng thời xưa bao giờ cũng là một trong các loại trên (còn được gọi là thần mã) như ngựa Bạch Long Câu, Xích Kỳ, Hồng Lư, Thiên Mã.
Bảo mã thuần chủng Trung Đông mà Viễn Đông gọi là Thiên Mã được chọn theo 12 đức tính như sau: Ba Thứ Dài, Ba Thứ Ngắn, Ba Thứ Rộng và Ba Thứ Thanh. Ngoài 12 đức tính nói trên, Bảo Mã đó còn phải có được thêm một Bâu Kiều cao và hai Hông sườn không có thịt. Người ta không chọn các loại Ngựa Tía Lang Lô (Ngựa Tía có dương vật sắc lang trắng) và loại Ngựa Ô Bướm Trán (Ngựa Ô có đốm lông sắc trắng trước trán). 
- Ba Thứ Dài: Cổ dài-Tai dài-Chân trước dài.
- Ba Thứ Ngắn: Lưng Ngắn-Xương Đuôi Ngắn-Chân sau Ngắn.
- Ba Thứ Rộng: Trán Rộng-Ngực Rộng-Mông Đùi Rộng.
- Ba Thứ Thanh: Da Thanh-Mắt Thanh-Móng Thanh.

Xoáy lông ngựa (marking) cũng quan trọng vì "Chữ tốt xem tay, ngựa hay xem xoáy" và không chọn những loại xoáy như: Xoáy O (Làm Quan mất chức, Nhọc lo đêm ngày); Xoáy Sầu Bi; Xoáy vành Tai; Xoáy Dạng Đôi; Xoáy Đau Bụng; Xoáy Đầu Âm; Xoáy Đùi (Hậu Xoáy Kiếm theo quan niệm là Hậu Kiếm tan hoang cửa nhà); Xoáy Hoang-Tông (Ngựa có Xoáy Hoang Tông như Mái Nhà Không Đòn Dông). Chọn loại Ngựa có "Bốn Xoáy Ống" (gọi là Tứ Trụ) và có các xoáy như một Xoáy Mặt; Hai Xoáy Gióng; Cặp Xoáy Minh Đường; Cặp Xoáy Dạng; Cặp Xoáy Dang. Chọn loại Ngựa có những mang tính quý như: Tiền Xoáy Kiếm ("Tiền Kiếm thì sang, Hậu Kiếm tan hoang cửa nhà"); Xoáy Song Quan; Cặp Xoáy Bá Đâng; Cặp Xoáy Mặt.

## Phối giống

### Thời điểm

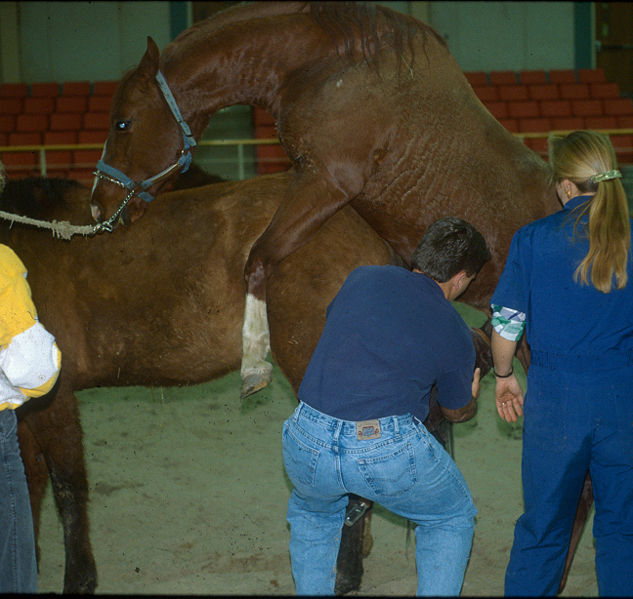
Hỗ trợ cho ngựa giao phối

Thời gian động dục lần đầu của ngựa cái nội từ 20-22 tháng tuổi, nhưng để cho ngựa có khả năng sinh sản tốt và đảm bảo ngựa cái sinh sản lâu dài ta nên phối giống cho ngựa cái ở giai đoạn 36 tháng tuổi. Ngựa cái động dục tập trung từ tháng 2 đến tháng 6 trong năm, nhưng tập trung cao độ trong tháng 2 và tháng 3 (hai tháng này chiếm 40% số ngựa động dục trong năm).
Chu kỳ động dục của ngựa cái từ 22 đến 24 ngày. Thời gian động dục của ngựa cái khá dài từ 7 đến 9 ngày và ngựa cái cũng có thời gian chịu đực từ 5 đến 6 ngày, với thời gian động dục và chịu đực dài như vậy cần phải kết hợp nhiều biện pháp để theo dõi và xác định thời điểm phối giống thích hợp cho ngựa cái để giảm cường độ phối giống cho ngựa đực và nâng cao tỷ lệ thụ thai cho ngựa cái được phối giống.
Xác định thời điểm phối giống phải thích hợp. Cần theo dõi được ngựa cái động dục (tính là ngày thứ nhất) sẽ cho ngựa cái phối giống từ ngày thứ 5 đến ngày thứ 7 từ khi chịu đực, hoặc phối giống ngày 4-7 từ khi chịu đực. Trạm truyền giống tạo ngựa lai (stud) phải có giá khống chế ngựa cái và giá chờ của ngựa đực. Chỉ cho ngựa đực lên phối giống ngựa cái khi dương vật đã đủ độ cương và phải được vệ sinh sạch sẽ. Có người hướng dẫn hỗ trợ cho phối giống, sau phối giống lần cuối cùng phải ghi chép ngày phối, dự kiến ngày đẻ để giúp cho việc đỡ đẻ, lên khẩu phần ăn cho phù hợp trong thời gian ngựa mang thai.
Cần quy định chế độ sử dụng hợp lý để giữ gìn sức khoẻ cho ngựa. Một ngày có thể cho phối một lần, nhưng không quá 6 ngày liên tục, sau một tuần phải cho ngựa nghỉ 1-2 ngày. Những trường hợp cần thiết có thể cho phối 2 lần/ngày nhưng phải có chế độ bồi dưỡng thêm. Sau khi ngựa đực vào giao phối hoặc đi vận động về phải cho ngựa nghỉ ngơi 15-20 phút để khô mồ hôi rồi mới tắm hoặc chải. Mỗi ngày tắm hoặc chải cho ngựa 1 lần 10-15 phút. Mùa hè nên tắm cho ngựa 1 ngày 1 lần.
Có thể sử dụng ngựa đực giống để làm việc, nhưng nên cho làm việc nhẹ. Những ngày phối giống không bắt ngựa làm việc. Như vậy hàng năm nhất là mùa truyền giống, khối lượng ngựa ít thay đổi, phẩm chất tinh dịch ổn định, trong thời gian phối giống cần nắm vững tình hình sức khoẻ, trạng thái khối lượng và sự thay đổi phẩm chất tinh dịch để kiểm tra việc nuôi dưỡng. Nếu khối lượng cơ thể thay đổi thất thường, phẩm chất tinh dịch đột nhiên giảm sút, tinh thần mệt mỏi thì đó là do nuôi dưỡng quản lý không tốt.

### Chế độ ăn

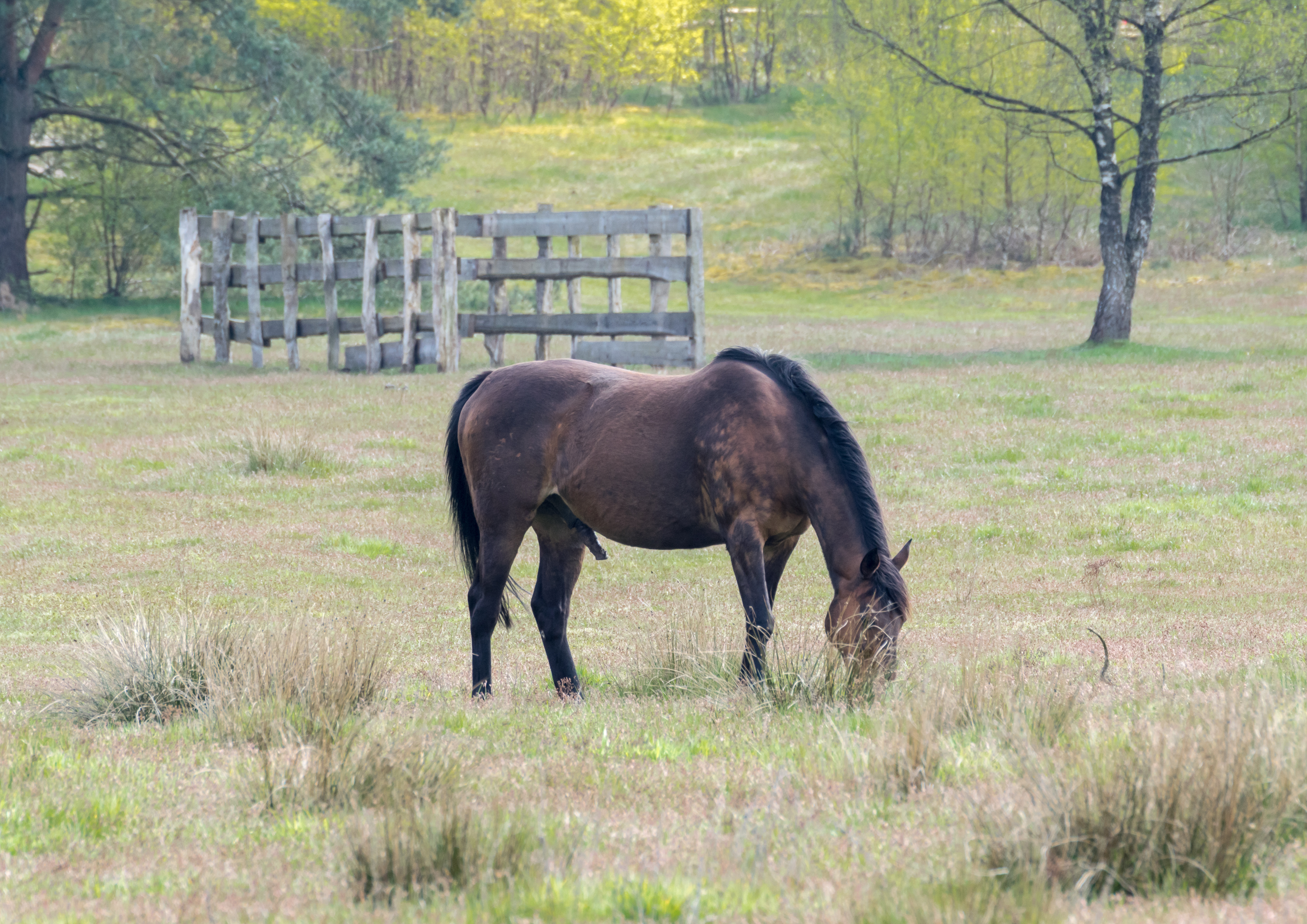
Một con ngựa giống đang động đực, trong giai đoạn này chúng cần được vận động nhẹ và bồi dưỡng

Tính dục cũng như cấu tạo tinh trùng của ngựa đực chịu ảnh hưởng của ngoại cảnh, nhất là mức độ nuôi dưỡng và chất lượng của khẩu phần thức ăn (suất ăn). Nếu cho ăn đủ lượng protein, khoáng, vitamin thì phẩm chất tinh dịch tăng lên rõ rệt. Để thoả mãn được nhu cầu dinh dưỡng và sinh lý của ngựa đực giống, việc lựa chọn thức ăn rất quan trọng. Thức ăn cho ngựa đực giống phải có chất lượng tốt, đủ thành phân dinh dưỡng, nhiều chủng loại, dung tích nhỏ, hợp khẩu vị. Thức ăn hàng ngày phải chia thành nhiều bữa ăn. Phải cho ăn đủ chất khoáng và muối theo liều lượng thích hợp.
Phải đảm bảo cho ngựa đực giống được ăn 3 kg cỏ khô/ngày, 2,6-3,0 kg thức ăn tinh hỗn hợp/ngày trong thời gian có phối giống. Có thể thay cỏ khô bằng rơm với tỷ lệ 1 cỏ khô tương đương 1,5 rơm, hoặc bằng cỏ tươi với tỷ lệ 1 kg cỏ khô bằng 3–4 kg cỏ tươi. Trong thức ăn tinh có thể dùng ngô, thóc, cám, bột sắn, khô đậu tương, bột cá, khoáng để có hỗn hợp 2900 Kcal/kg với 14-15 và 15-16% protein tương ứng cho giai đoạn không và có phối giống. Những ngày lấy tinh hoặc phối giống, cho ngựa đực ăn thêm 2-3 quả trứng gà.

### Vận động

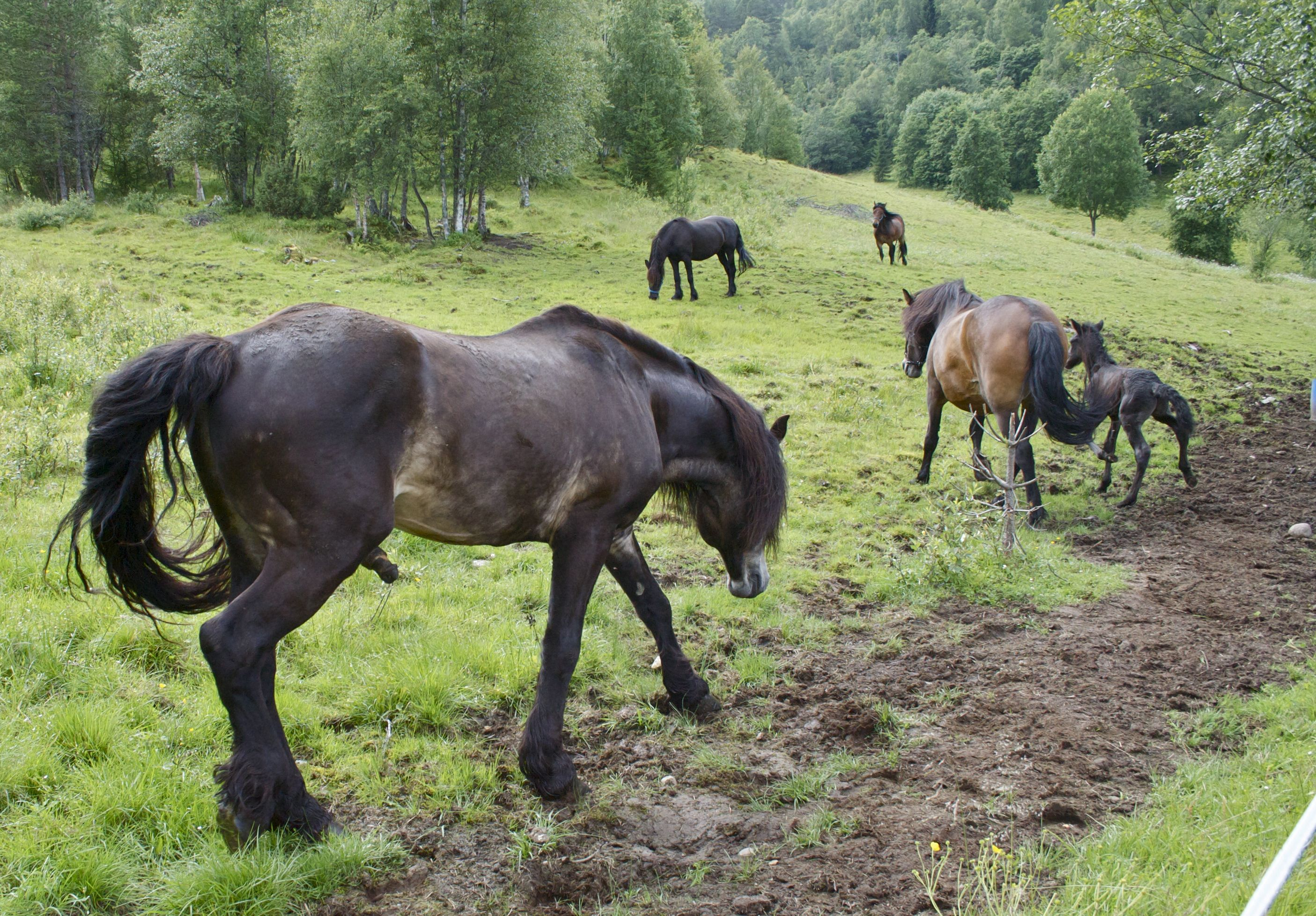
Một con ngựa đực giống đang sung mãn

Vận động là một yêu cầu không thể thiếu với ngựa đực giống, chế độ vận động đối với ngựa đực phải được duy trì thường xuyên. Tuỳ mức độ sử dụng, tình trạng sức khoẻ, mức dinh dưỡng cao hay thấp mà định chế độ vận động cho thích hợp. Thời gian vận động từ 60-90 phút/ngày. Sau khi vận động dắt ngựa đi chậm 10-15 phút. Trong thời gian truyền giống, không được vận động mạnh. Ngựa đực không được vận động tinh trùng yếu, nhưng vận động quá cũng không tốt, ảnh hưởng đến sức sống của tinh trùng. Gặp khi thời tiết thay đổi đột ngột, đặc biệt là những ngày mưa to gió lớn, không cho ngựa ra ngoài vận động được thì giảm bớt lượng thức ăn đề phòng ngựa tiêu hoá không tốt sinh bệnh đường ruột.
Tuỳ theo điều kiện của mối vùng, áp dụng một trong hai hình thức vận động: 
- Vận động cưỡi: là phương pháp tốt nhất. Cưỡi cho ngựa chạy trên quãng đường cứng và bằng phẳng có độ dài từ 1 km trở lên. Cho ngựa chạy đi chạy lại nhiều lần để đạt được cung đường 5–6 km. Tốc độ phối hợp thường là hai nhanh một chậm, nghĩa là cho chạy hai lượt nhanh lại đến một lượt chậm.
- Vận động chạy vòng: Chọn một khu đất rộng và tương đối bằng phẳng (nền đất cứng càng tốt). Ở giữa chôn một cọc thật vững chắc. Dùng một sợi dây chão dài 8-10m (tuỳ theo diện tích bãi chạy) một đầu cột vào cọc (làm sao cho dây quay tự do xung quanh cọc) còn đầu kia cột vào cổ ngựa. Lưu ý nút dây cột vào cổ ngựa không được thít chặt. Đuổi cho ngựa chạy vòng tròn mà tâm là cọc và bán kính là chão với tốc độ tăng dần đều từ chậm đến nhanh. Hết khoảng nửa thời gian thì cho ngựa chạy theo chiều ngược lại (đổi vòng).

## Lai giống

### Lai cải tiến

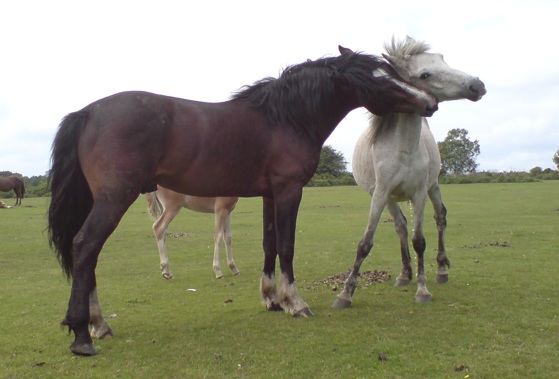
Một đôi ngựa đang quyến luyến

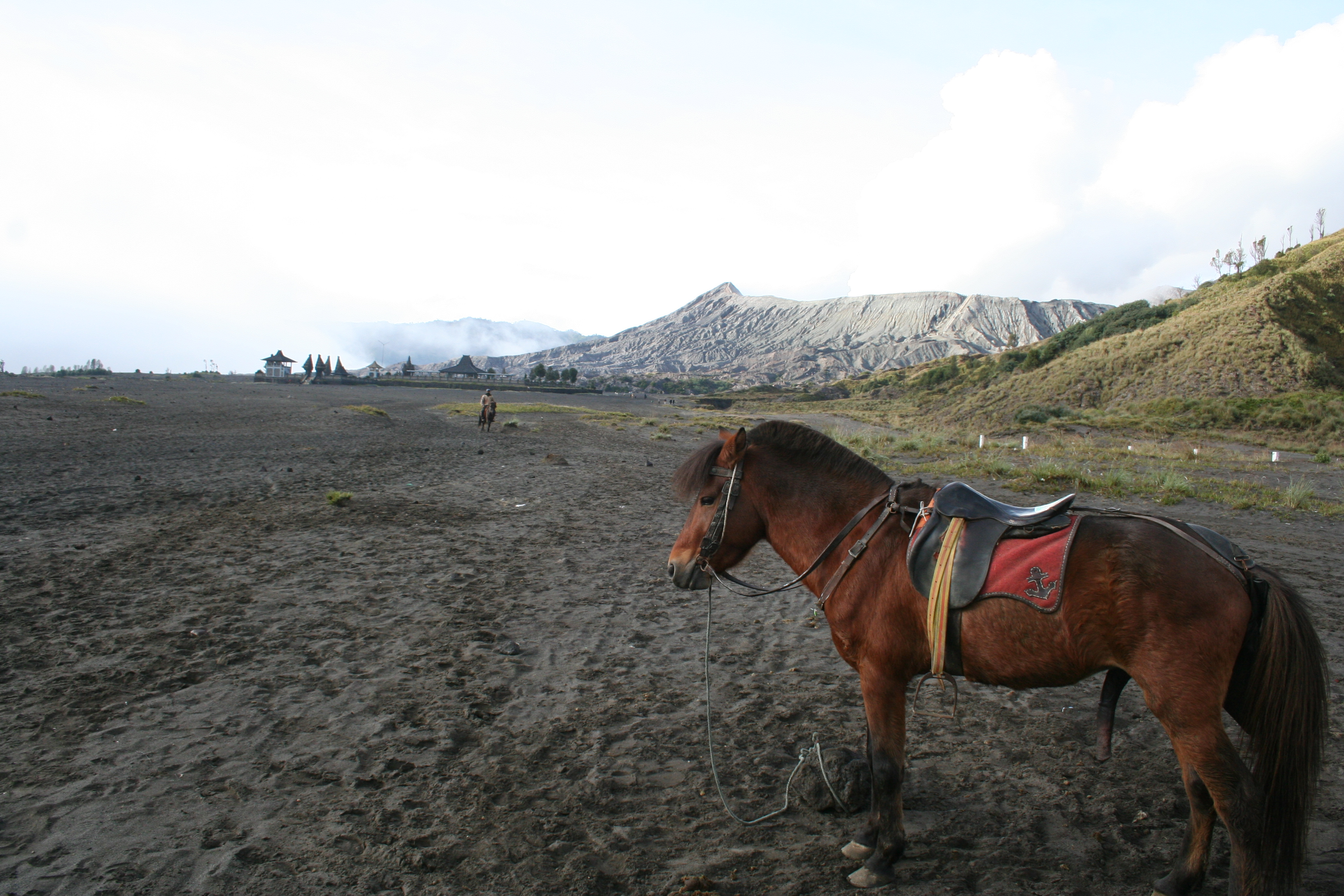
Trong thời kỳ động dục, không nên cho ngựa đực lao động nặng nhọc

Theo số liệu thống kê của FAO, thế giới có 80 nước có ngành chăn nuôi ngựa phát triển với số lượng năm 2000 khoảng 63.000.000 con, đến năm 2003 có khoảng 60.000.000 con. Nhằm nâng cao năng suất sản phẩm chăn nuôi ngựa, nhiều nước trên thế giới đã nghiên cứu tạo ra nhiều giống ngựa có chất lượng cao. Bên cạnh việc nghiên cứu tạo giống ngựa mới, nhiều nước đã tiến hành nghiên cứu chọn lọc các giống ngựa địa phương để từng bước cải tạo, pha máu với giống ngựa tốt có năng suất cao ở nước ngoài, phù hợp với điều kiện chăn nuôi trong hộ gia đình.
Đàn ngựa Việt Nam là các giống ngựa địa phương thuần chủng trừ một số rất ít ngựa gần các trại hoặc trạm truyền giống hồi thuộc Pháp có lai với ngựa Ả rập và một số ít ngựa ở các tỉnh biên giới Việt Nam, Trung Quốc có pha tạp ngựa Quảng Tây, ngựa Vân Nam. Người ta đã chọn lọc hình thành giống ngựa Việt Nam nuôi nhiều ở các tỉnh: Lai Châu, Hà Giang, Cao Bằng, Yên Bái, Lạng Sơn, Bắc Cạn, Thái Nguyên, nuôi với số lượng ít hơn nhưng vẫn cần ở các tỉnh Quảng Ninh, Vĩnh phú, Phú Thọ, Hoà Bình, Bắc Giang Ngựa bạch và ngựa màu cũng chỉ được coi là giống ngựa cỏ là ngựa cổ truyền của người Việt. Bởi đặc tính của chúng thấp, nhỏ và sức kéo (thồ) kém do đó bà con ở vùng nông thôn và vùng miền núi ở cả Bắc bộ, Trung bộ và Tây Nguyên đều không còn hào hứng nuôi nhiều, cộng với tình trạng đàn bị thoái hóa do đồng huyết nên cứ mai một nhanh chóng.
Công trình lai tạo giống ngựa ở Việt Nam bắt đầu triển khai từ năm 1964. Lúc đó, Chính phủ Việt Nam cho phép nhập tám con ngựa Kabadin của Liên Xô (cũ) về nuôi, lai tạo và nhân giống. Sau đó, tiếp tục nhập ngựa Kabadin từ Hắc Long Giang (Trung Quốc) về thử nghiệm. Tất cả công thức lai tạo 25%-50%-75% máu ngựa Kabadin đều cho kết quả rất tốt. Giống ngựa 25% máu Kabadin là công thức phù hợp nhất cho miền núi, còn ngựa 50% và 70% máu Kabadin lại thích hợp cho các khu du lịch, đoàn xiếc, trang trại lớn để khai thác theo hướng cưỡi, kéo xe du lịch. Chỉ tính những năm gần đây đã có trên 20.000 con ngựa lai từ trung tâm được chuyển giao cho nông dân các tỉnh Cao Bằng, Bắc Kạn, Thái Nguyên, Tuyên Quang, Lào Cai, Yên Bái.
Giống ngựa ở nước ngoài rất cao to và đẹp mã, sức khỏe khác thường, tiêu biểu như loài ngựa Kabadin. Nhưng nếu nhập hẳn giống ngựa ngoại Kabadin về thì khó do giống ngựa có trọng lượng lớn, chăn nuôi tốn kém, cần nhiều thức ăn. Dù chân to, trọng lượng khá lớn, sức thồ-kéo-cưỡi và leo núi đều tốt nhưng kháng thể lại không hợp với khí hậu nên cũng không chịu đựng được. Trung tâm Bá Vân đã lai tạo và nhân giống để cho ra một giống ngựa lai có tên "ngựa lai Kabadin" nhằm chuyển giao cho bà con ở vùng miền núi. Ngựa lai thì chủ yếu dùng ngựa giống Cabadin của Liên Xô là một giống ngựa kiêm dụng cưỡi thồ tạp giao với ngựa Việt Nam nhằm nâng cao tầm vóc, thể trọng và sức làm việc của ngựa Việt Nam. Ngựa lai có thể trọng cao hơn và nhiều ưu điểm hơn ngựa Việt Nam. Ngựa lai có chiều cao trung bình 122–125 cm. Trại ngựa Bá Vân ở Phổ Yên đang nuôi ngựa Cabadin thuần chủng để tạo ra nhiều ngựa lai có chất lượng ổn định đồng thời giúp các trạm truyền giống tiếp tục lai tạo nâng cao chất lượng ngựa địa phương.
Giống ngựa Kabadin của trung tâm được nhập về chủ yếu từ Trung Quốc và Liên Xô (cũ). Lúc nào cũng phải duy trì tổng đàn khoảng 200 con, cứ sau 4-5 năm lại phải đổi một lứa ngựa Kabadin mới vì chúng sẽ già và bị đồng huyết. Cơ chế lai theo công thức con ngựa đực Kabadin sẽ lai với con cái nội (ngựa cỏ) cho ra thế hệ F1. Sau đó, lai tiếp con ngựa đực F1 với con cái nội để ra F2 bằng cách cho con F1 vào đàn ngựa của bà con ở khắp các địa phương từ trong Nam ra ngoài Bắc. Người dân rất thích nuôi con F2 hoặc F1 vì nó vừa tầm mắt, sức kéo tốt, cưỡi cũng được. Nếu như con F1 và F2 nặng khoảng 220–280 kg (F2 nhỏ hơn F1) thì con ngựa thuần Kabadin lại nặng tới 4-5 tạ/con, còn ngựa cỏ nội chỉ nặng có 180–230 kg/con.
Huyện Quản Bạ thực hiện dự án cải tạo, phát triển đàn ngựa tại xã Quản Bạ. Nhờ lai giống ngựa đực Cabadin mà ngựa con mới 1 tháng tuổi có vóc dáng, thể trạng to gấp 2 lần so với giống địa phương. Trạm khuyến nông huyện Quản Bạ đã cải tạo chất lượng đàn ngựa bằng việc cấp 1 ngựa đực giống lai Cabadin để lai với ngựa địa phương, để đảm bảo cho con giống được phát triển tốt nhất. Bằng phương pháp thụ tinh trực tiếp, đã có 19 con ngựa cái mang thai, phát triển tốt, trong đó chín con ngựa lai đã ra đời. Ngựa lai có nhiều ưu điểm như ngoại hình cân đối, màu sắc đẹp, tầm vóc cao, thể trọng lớn hơn ngựa địa phương, sức sản xuất bền bỉ, khả năng chống bệnh tốt và dễ nuôi dưỡng. Ngựa đực lai 50% máu Cabadin có một số đặc điểm sinh học trong 1 lần xuất tinh: V(ml): 60-80; A(%) > 65%; C (triệu/ml): 60-70; pH: 6,1–6,2.
Chuyện này mở triển vọng áp dụng rộng rãi cải tạo đàn ngựa địa phương trên địa bàn toàn tỉnh. Nhiều người dân xã Quản Bạ cho biết, nuôi ngựa nhàn hơn các loại gia súc khác. Xã Thanh Vân cũng đã mượn ngựa đực giống của xã Quản Bạ về phối giống trực tiếp cho 34 con ngựa cái và hiện nay đã thụ thai. Một số ít ngựa con đã ra đời có vóc dáng to khỏe và nhanh nhẹn hơn so với giống ngựa địa phương từ chủ trương cải tạo, phát triển đàn ngựa của địa phương và cần sự đầu tư thêm về ngựa đực giống, mỗi xã từ 1 đến hai con ngựa đực, có như thế mới đảm bảo chất lượng cho những chú ngựa con ra đời khỏe mạnh và đảm bảo tính lâu dài không bị thoái hóa. Toàn huyện có từng có 632 con ngựa.
Ở miền Nam Việt Nam, qua nhiều năm gắn bó và đam mê với ngựa đua, người dân Đức Hòa, Long An đã phát hiện ra một phương pháp lai giống ngựa mà không mất đi cái chất thuần túy của ngựa Việt Nam. Ngựa châu Âu to, khỏe, có sức bật tốt còn ngựa Việt Nam tuy nhỏ nhắn nhưng lại dẻo dai, bền bỉ vì bản chất là ngựa dùng để kéo xe, chở hàng. Một con chiến mã ra đời mang đầy đủ những nét tinh hoa, thuần túy và trội nhất của dòng lai F1 sẽ trở thành ngựa đua tốt. Những con ngựa đua lai ĂngLê lai Á Rập (Ngựa Anglo-Arab), to khỏe không thua gì ngựa đua chính gốc. Mỗi con ngựa nhập nguyên giống vào Việt Nam, giá không thua gì một chiếc xe hơi đời mới, sang nhất bây giờ. Ngựa lai này có giá còn cao hơn ngựa Ả Rập thuần chủng. Nhờ nó thuận với phong thổ, nuôi đem ra trường Phú Thọ mới hợp thời tiết xứ nóng ẩm.
Nghề nuôi ngựa ở Đức Hòa Long An có từ lâu, ban đầy người ta chỉ nuôi ngựa giống Việt Nam, vì giống ngựa nước ngoài chưa có. Năm 1952, khi bắt đầu đua ở trường đua Phú Thọ, sau đó người ta đã lai tạo những con ngựa thuộc loại F1 và con ngựa con thế hệ F2 cũng đều lai giống ngựa nước ngoài. Những giống ngựa còn lại ở Đức Hòa đều là ngựa quý, được nhập từ Pháp những năm đầu thế kỷ trước. Hơn một trăm năm nuôi, thuần hóa, ngựa đã quen thổ nhưỡng, khí hậu và là giống gien rất quý. Từ bộ gien nhập thành bộ gien thuần chủng, có thể gọi giống ngựa ở đây là giống nội địa. Ngựa có thể lực lớn, tốc độ cao sau đó còn lai với những chú ngựa Anh, ngựa Ả-Rập, ngựa Tây Ban Nha, ngựa cái để phối giống Ngựa đua phải giống F1, F2 mới có kết quả. Nuôi được ngựa đẻ lại càng khó hơn. Ba triệu đồng một "mũi" thụ tinh cho ngựa. Bơm xong lấy tiền, kết quả được hay không được không chịu trách nhiệm. Việc phối giống cho ngựa không phải đơn giản. Có khi mất cả chục triệu cho việc thụ tinh và không phải một lần là được. Vì thế, ngựa con sinh ra rất quý.
Cùng với huyện Đức Huệ, tỉnh Long An, cách nay hàng chục năm, vùng tam giác Xuân Thới Sơn Xuân Thới Thượng Bà Điểm được xem là cái nôi của nghề nuôi ngựa đua. Để tạo ra một con ngựa chiến, ngựa "nái" phải là những con có thành tích lẫy lừng, đoạt chí ít vài ba giải nhất trong năm. Việc chọn nái quyết định đến chất lượng ngựa con sau này. Nhiều chủ ngựa đã hét giá lên đến 60 triệu đồng/con. Chuẩn bị cho quá trình tái thuần dưỡng và phối giống, ngựa nái sẽ được bồi bổ bằng các loại cỏ ngon và thuốc bổ. Phải tìm một con ngựa đực giống tốt từ 2 đến 7 tuổi, đang sung sức và có giải càng tốt, phải bỏ công đến trường đua để quan sát, tìm kiếm, chọn được con ngựa ưng ý thì xin chủ ngựa cho phối giống, giá mỗi lần từ 1 triệu đến 1,5 triệu đồng. Ngựa nái sau thời gian mang thai 11 tháng 5 ngày sẽ đẻ con. Ngựa thường đẻ vào ban đêm, phải thức khuya để tiếp sức ngựa mẹ. Ngựa con từ lúc ra đời cho đến khi được 24 tháng tuổi (có thể đua được) là cả một quá trình gian truân của người nuôi.
Trước đây, do có giá trị kinh tế cao nên ngựa bạch Việt Nam không được lai tạo với bất kỳ giống ngựa nào khác. Ngày nay, do nhu cầu thị trường mà việc lai tạo đã phổ biến hơn. Một thời cao ngựa được săn lùng ráo riết nhưng ngựa bạch đực lại vô cùng khan hiếm. Đã có lúc tìm có xã chỉ được vài chú ngựa bạch đực trưởng thành, còn lại thì toàn ngựa cái. Tình trạng mất cân bằng giới tính như vậy đã dẫn tới việc để có giống thuần chủng, chủ ngựa cái phải đặt gạch ở những nhà có ngựa bạch đực đến cả tháng. Có một số phương pháp tạo ra ngựa trắng hay ngựa bạch. Sử dụng ngựa bạch mẹ phối với ngựa bạch bố sinh ra ngựa bạch con. Có cách khác là chọn những con ngựa cái hởi (màu vàng vàng), ngựa cái kim (màu đen trắng) cho lai ở vòng sơ khảo, những con chọn được rồi ban đêm chủ nhân ra chuồng ngựa cầm đèn pin soi vào mắt ngựa, thấy mắt đỏ lừ như hòn than đang cháy mới giữ lại còn không phải đem loại. Những con ngựa hởi, ngựa kim có đặc điểm mắt đỏ ấy phối với ngựa bạch đực sẽ sinh ra ngựa bạch ngoài ra có thể cho ngựa bạch mẹ đem phối với ngựa đực thường cũng sinh ra ngựa bạch.
Người ta cũng lai giống ngựa bạch Việt Nam với giống ngựa bạch Tây Tạng, do đặc thù ngựa bạch Việt Nam nhỏ nên trang trại đã nuôi thêm ngựa Tây Tạng để cải tạo nhân giống. Một số đã lai tạo thành công giống ngựa bạch Cao Bằng với ngựa bạch Tây Tạng để cho ra con giống mới. Ngựa Tây Tạng sinh sản kém lại có tầm vóc cao do đó đã lai tạo giống hai loại này. Đã có hơn 100 con ngựa là loài lai giữa ngựa bạch Việt Nam và ngựa bạch Tây Tạng. Đàn ngựa cái hàng năm lại đẻ ra vài chục ngựa bạch con. Ngoài việc nhân giống ngựa bạch Tây Tạng còn phối giống ngựa Tây Tạng với ngựa kim Việt Nam để cải thiện chất lượng và vóc dáng. Sau đó, nhiều người tiếp tục đưa loài ngựa Mông Cổ về nuôi dưỡng, lai tạo, cải biến gen cho giống ngựa nhỏ Việt Nam. Việc phối giống này sẽ sinh ra ngựa con là ngựa bạch hoặc ngựa kim.
Trại Bá Vân còn là một trong những lò sản xuất ngựa đua lớn. Những con ngựa đua ra đời ở trại Bá Vân được cung cấp cho nhiều lò luyện ngựa đua (nếu không đua thì làm cảnh, nhiều doanh nghiệp đang có mốt chơi) trong cả nước, từ Hà Giang, Cao Bằng, Lào Cai vào tận Thành phố Hồ Chí Minh, Đồng Nai và nhiều địa phương khác ở miền Nam. Ngựa đua ở Bá Vân là giống ngựa lai ba máu thực sự có xuất xứ từ Việt Nam chứ không được dòng thuần chủng. Và cơ chế lai cũng tương tự như con lai Kabadin 25% máu nhưng có phối thêm gene của con ngựa đua thuần chủng (gọi là ngựa đua ba giống). Chỉ có thể đưa gene và giống ngựa đua chuẩn của các nước về bằng cách nhập khẩu tinh trùng của chúng.
Đợt nhập tinh ngựa đua quy mô nhất của trung tâm là nhập 72 liều tinh ngoại, trong đó có 12 liều tinh của hai giống ngựa Westgale và ngựa Oldenbuger từ Đức về Việt Nam để phối giống cho 59 ngựa cái đã lai 25% máu Cabadin. Ngay từ bước đầu thử nghiệm đã có ra lò một mẻ ngựa đua ba giống thiện chiến hơn hẳn. Chỉ sau 2 năm, trọng lượng ngựa đã đạt trung bình gần 260–270 kg, thành tích tốc độ chạy đã vượt trội hơn hẳn con lai Kabadin 25% máu với mức đạt 42,86-43,47 km/giờ cho cự ly 1.000m. Tốc độ đã cao hơn hẳn ngựa mẹ khoảng 32% và so với giống ngựa bố Flovine đã đạt được 83,7% hoặc 80,9% so với ngựa bố Protential. Cá biệt, có một con đã đạt tốc độ tới 45 km/giờ và được trung tâm đặt tên Châu Phi.

### Lai khác loài

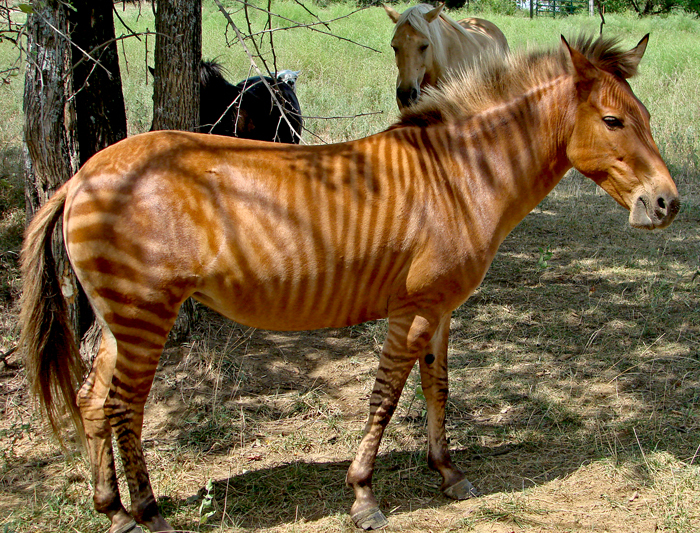
Một con lai giữa ngựa vằn và ngựa nhà

Bên cạnh việc lai giống những con ngựa cùng loài, người ta còn lai tạo ra những con lai trong họ ngựa thông qua việc cho giao phối chéo. Ngựa nuôi có thể lai với các loài ngựa khác trong chi Equus, nhưng đều cho con lai vô sinh (sterile), nghĩa là không sinh con được. Các loài khác nhau của họ Equidae có thể tạp giao, mặc dù con non sinh ra nói chung là vô sinh. Con lai giữa các loài ngựa trong chi Equus đều vô sinh do con lai có số nhiễm sắc thể lẻ không thể phân chia trong phân bào giảm nhiễm (meiosis). Ngựa lai/Equid Hybrids là cách gọi của các loài động vật lai được tạo từ ba loài ngựa vằn, lừa và ngựa. Hầu hết mọi người biết về con la, con lai của một con lừa đực và ngựa cái. Tuy nhiên, đó chỉ là một trong nhiều giống lai Equid Hybrids.
Một số con lai trong họ Equidae là:
- Con la: Là con lai giữa lừa đực và ngựa cái. La là dạng con lai phổ biến nhất trong họ Ngựa và nổi tiếng vì khả năng dẻo dai, chắc chắn, chịu đựng khó khăn tốt của chúng. Chúng được con người sử dụng rộng rãi trong đời sống
- Lừa la hay còn gọi là Hinny hay con bác-đô: Là con lai giữa lừa cái và ngựa đực. Hiếm nhưng ít giá trị hơn la, nói chung nhỏ hơn về kích thước và không chịu đựng được khó khăn như la.
- Lừa vằn hay còn gọi là Zeedonk (hay Zedon) hay Zonkey: Là con lai giữa lừa và ngựa vằn.
- Ngựa lùn vằn (Zony): Là con lai giữa ngựa vằn/ngựa lùn (pony). Zetlands: Là con lai giữa Ngựa Vằn và ngựa lùn Shetland.
- Ngựa vằn lai (Zorse hay zebrula): Là con lai giữa ngựa vằn đực và ngựa cái. Hebra hay Horbra: Là con lai giữa ngựa vằn cái và ngựa đực, con lai hiếm hơn của cặp ngươc lại
- Zebroid: Là từ chung của con lai giữa các loài Ngựa Vằn với nhau. Bất kỳ con lai nào trong họ ngựa với một phần tổ tiên là ngựa vằn được gọi là zebroid.
- Lừa hoang Tây Tạng (Kiang) có thể cho lai với ngựa nuôi, lừa, lừa hoang Trung Á (Onager), ngựa vằn, nhưng con lai cũng vô sinh, như trường hợp con La.

## Thụ tinh nhân tạo

Tinh dịch ngựa

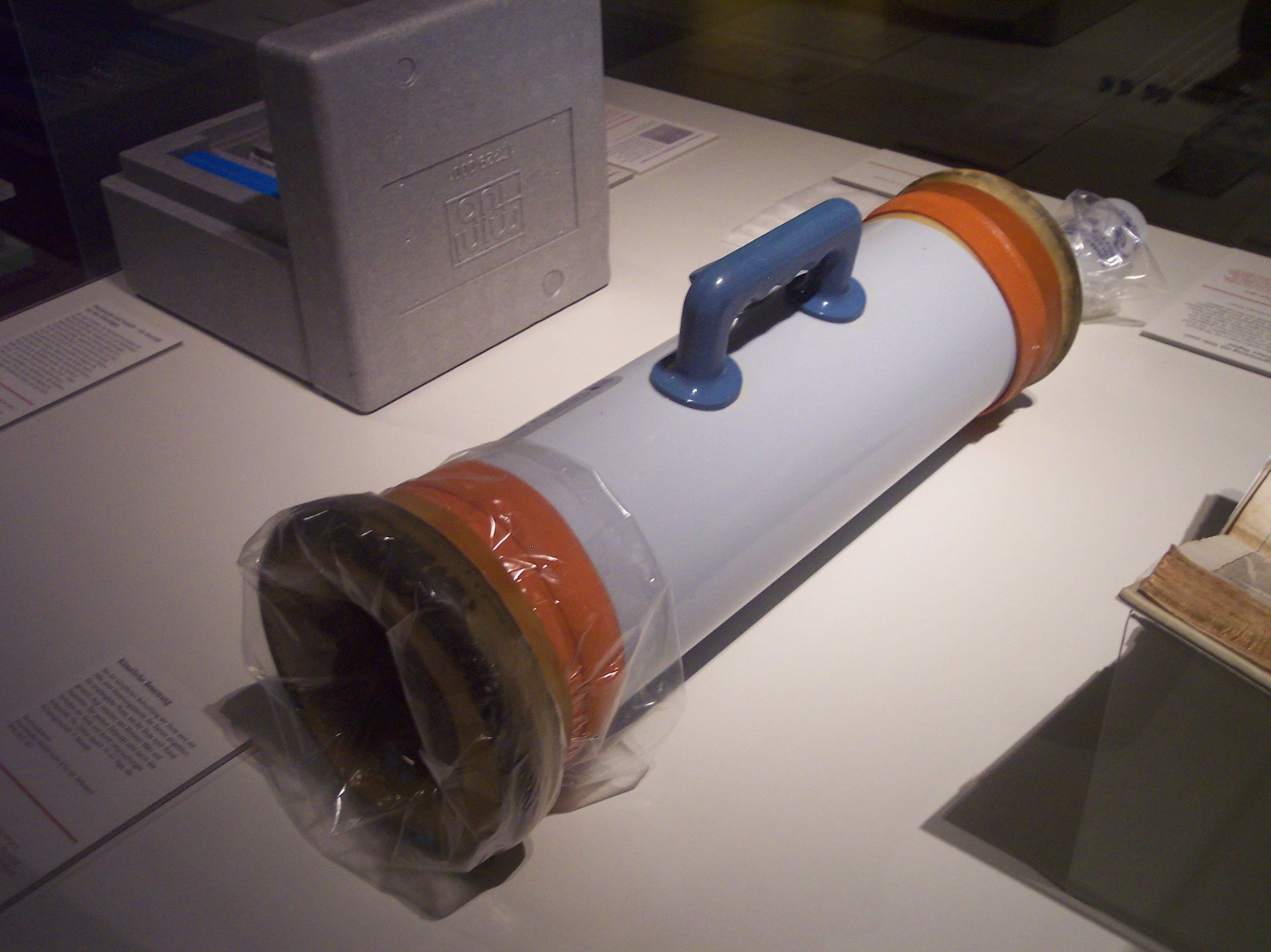
Dụng cụ để thụ tinh nhân tạo cho ngựa

Việc thụ tinh nhân tạo cho ngựa trở nên phổ biến trong gia đoạn gần đây. Chỉ tính trong năm 2000, trên thế giới đã có 5.398 ngựa cái được giội rửa phôi, 3.139 phôi thu được có khả năng cấy truyền và thực tế đã cấy 2830 phôi cho ngựa cái nhận. Nguyên nhân là do con cho phôi có tiềm năng di truyền tốt (nhất là ngựa đua) lại không được sinh đẻ. Mong muốn cấy truyền phôi là kỹ thuật khai thác được tiềm năng di truyền tốt (tốc độ, sức dẻo dai, bước chạy) của những con ngựa cái không được phép sinh đẻ (vì kỷ lục). Việc này gây rụng trứng nhiều. Cấy truyền phôi ở ngựa tuy còn nhiều hạn chế và khó khăn nhưng đã có vai trò to lớn trong việc tạo ra thế hệ mới tốt hơn, có ý nghĩa cao trong đời sống kinh tế sản xuất của con người. Cấy truyền phôi ở ngựa đã góp phần vào việc bảo tồn và duy trì những vốn gen quý hiếm, đồng thời mở ra nhiều triển vọng mới cho ngành khoa học công nghệ nuôi cấy phôi tế bào động vật. 

### Kỹ thuật
Chất chiết tuyến yên ngựa còn thô hoặc tinh khiết tiêm hai lần/ngày trong 14 ngày vào mùa không rụng trứng của ngựa cái Pony, tiêm một lần/ ngày trong từ năm đến bảy ngày vào giai đoạn động dục hay giữa động đực. Sử dụng HCG Tiêm vào ngày thứ 15-19 đã cho kết quả rõ ràng hơn là vào những ngày 19-23 của chu kỳ động dục. Sử dụng một liều PGF2α vào ngày đầu tiên tiêm chất chiết tuyến yên với 750- 1500 IU hay 2500 IU Cho lượng trứng rụng tương ứng 2,9+_0,5 và 1,3+_0,2 6 Gây rụng trứng nhiều ở ngựa cái để cho phôi bằng FSH của ngựa tinh khiết (e-FSH).
Thụ tinh nhân tạo cho ngựa cái với tinh tươi có phẩm chất như nhau từ nang trứng có đường kính 33mm cho đến khi rụng trứng. Thu phôi bằng phương pháp không mổ là tốt nhất vì ở ngựa nguy cơ nhiễm trùng sau khi mổ rất cao và chậm hồi phục. Thời gian thu phôi của ngựa bình thường Thường là 7, 8 hoặc 9 ngày sau khi rụng trứng. Ngựa có tiền sử viêm tử cung thì gày thứ 6 sau rụng trứng nhằm hạn chế ảnh hưởng của các tác nhân gây bệnh tử cung. Kết quả thu phôi có thể đạt tới 80%. Phôi ngựa ở trạng thái phôi dâu Đi đến tử cung vào ngày thứ sáu sau khi rụng trứng và có đường kính xấp xỉ 100 µm. Ngày thứ bảy phát triển thành phôi nang có kích thước hơn 200 µm. Ngày thứ chín hơn 2mm.
Bổ sung progesterone thông qua thức ăn cho ngựa ăn Altrenogest liều 0,044 mg/kg trong 15 ngày. Sau đó ngựa sẽ động dục từ 2 đến 3 ngày. Tiêm PGF2α vào giữa chu kì động dục Tiêm fluprostenol với liều 250 µg vào ngày thứ 14 của chu kỳ, trước khi rụng trứng, ngựa còn được tiêm bổ sung HCG với liều 2000-3000 IU. Xác định ngựa cái động đực và rụng trứng, phải sờ khám buồng trứng hằng ngày để kết luận mức độ đồng pha và cấy phôi mới có kết quả. Việc kích thích cho ngựa cái động dục cho đến nay còn gặp nhiều khó khăn và kết quả chưa đạt được theo yêu cầu như ở một số gia súc cái khác. Kỹ thuật cấy phôi bằng phương pháp mổ hoặc không mổ ở ngựa được thực hiện giống như ở bò
Hiệu quả khai thác phôi gây rụng trứng nhiều và phối giống ở ngựa đạt kết quả rất thấp so với các loại gia súc. Sự tiến triển của nhân thành thục trong tế bào trứng ở nang trứng trước khi rụng Kích thích nang trứng tăng trưởng Trạng thái tế bào trứng nuôi chín và tiêm tinh trùng vào trứng Sự phát triển của tế bào trứng, trạng thái tế bào trứng nuôi chín (IVM) và tiêm tinh trùng vào trứng (ICSI) đã đạt tỷ lệ trứng thụ tinh bình quân là 38,5%.
Phương pháp đông lạnh bằng việc sử dụng chất bảo vệ sinh học lạnh glycerin 1M. Hạ nhiệt -6℃ bằng tinh thể nước đá. Hạ nhiệt -35℃ với v=0,3℃/𝑝ℎú𝑡 và bảo quản trong nito lỏng. Phương pháp giải đông phải diễn ra càng nhanh càng tốt, giải đông trong nước ấm 37℃, lắc đều sao cho tan nhiệt (trước khi giải đông cần kiểm tra cẩn thận các nhãn và mũ ống để chắc chắn nắp còn chặt). Kết quả thụ thai của phương pháp này đạt tỷ lệ 50% -70% và các phôi nang đạt được trạng thái phát triển tốt. Gửi phôi đến các lục địa Bảo quản dự trữ phôi đông lạnh Lưu giữ nghiên cứu di truyền con cái và nâng cao hiệu quả sử dụng phôi nhập các giống mới giảm chi phí đẻ duy trì cái nhận phôi. 

### Kết quả
Theo phương pháp này đã có con ngựa thuộc giống ngựa hoang Mông Cổ (ngựa Przewalski), được sinh ra bằng phương pháp thụ tinh nhân tạo do Viện bảo tồn sinh học Smithsonian (SCBI) thực hiện đã mở ra hy vọng mới cho việc bảo tồn các loài động vật quý hiếm. Ngựa mẹ đã có một thai kỳ bình thường kéo dài 340 ngày và quá trình sinh sản diễn ra trong 10 phút. Đây là con ngựa hoang đầu tiên ra đời nhờ thụ tinh ống nghiệm. Ban đầu phải thuần hóa ngựa hoang. Họ huấn luyện chúng để có thể thu được mẫu nước tiểu, rồi sau đó thu thập tinh trùng từ ngựa đực. Đồng thời, phải giám sát nồng độ horrmone của ngựa cái và chu kỳ động dục của nó. Từ đó mới có những tính toán phù hợp để quá trình thụ tinh diễn ra thành công.
Rút kinh nghiệm từ những lần thụ tinh nhân tạo không thành công, người ta quyết định rút ngắn quãng đường đi của tinh trùng, với số lượng ít ỏi ngựa Przewalski trong tự nhiên có thể dẫn đến giao phối cận huyết. Thụ tinh nhân tạo sẽ giúp đa dạng hóa nguồn gene, vừa giúp động vật phát triển và duy trì nòi giống, phương pháp này cũng an toàn và hạn chế chi phí phát sinh do phải vận chuyển ngựa hoang đến nơi giao phối. Ngựa hoang Przewalski đã bị cảnh báo tuyệt chủng từ 44 năm trước. Đến năm 2008 có khoảng 500 con ngựa thuộc loài này đang sống trong tự nhiên và 1.500 con sống trong các vườn thú và khu bảo tồn, nhưng rất khó để phát triển lượng cá thể ngựa này bằng phương pháp thụ tinh tự nhiên 

## Sinh đẻ

### Thời điểm

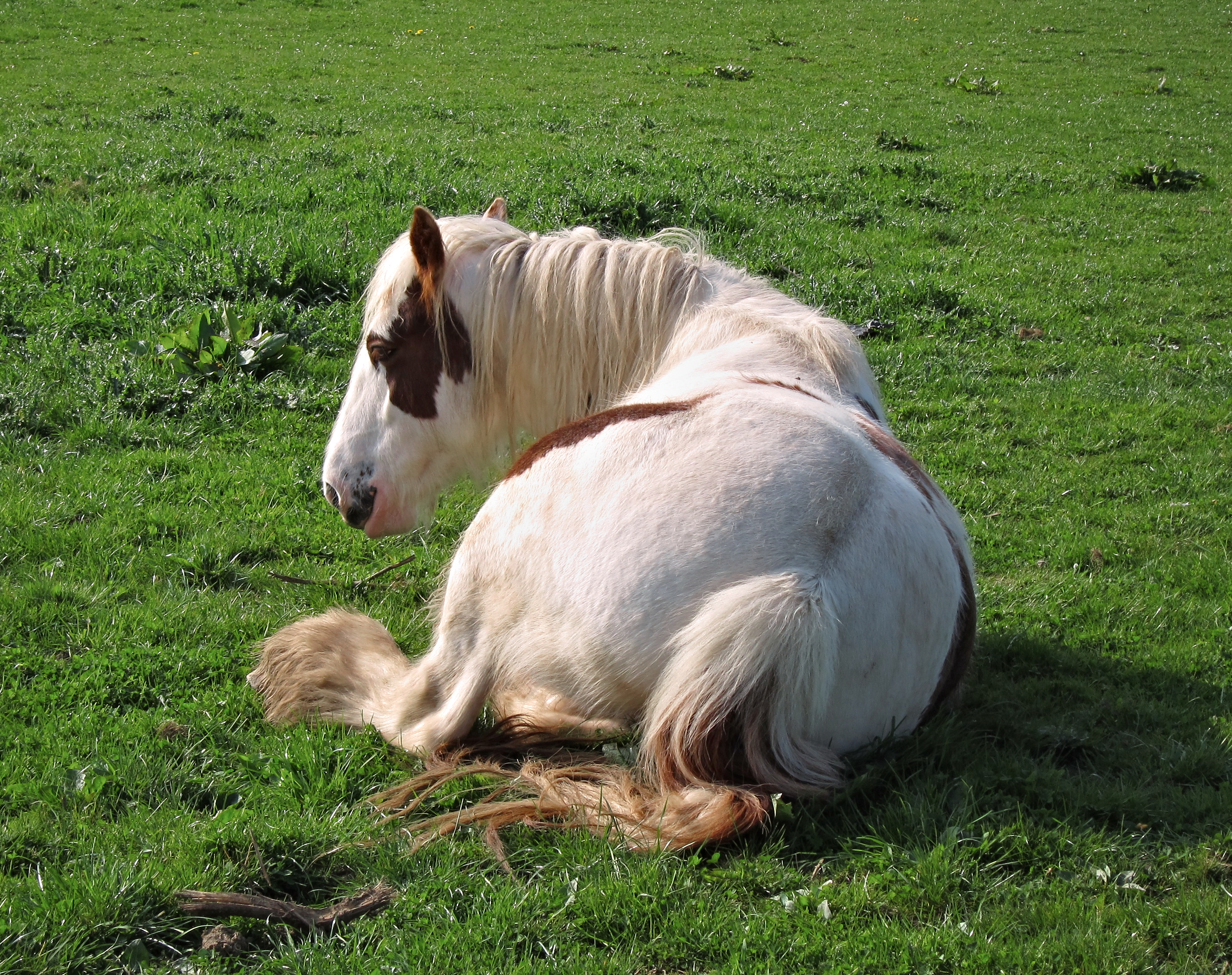
Một con ngựa cái sắp sinh

Sau khi giao phối và mang thai trong khoảng 11 tháng thì các con cái sẽ đẻ, thường là chỉ một con non. Các con non có khả năng đi lại chỉ khoảng 1 giờ sau khi sinh ra và chúng được mẹ cho bú trong khoảng 4 tới 13 tháng (động vật họ Ngựa được thuần hóa nói chung cho con bú ít hơn về mặt thời gian). Phụ thuộc vào loài, điều kiện sống và các yếu tố khác, con cái trong hoang dã sẽ sinh đẻ sau mỗi 1 hay 2 năm. Ngựa cái mang thai 11 tháng 10 ngày, đẻ mỗi lứa một con. Thời kỳ mang thai kéo dài khoảng 340 ngày, với một phạm vi trung bình 320-370 ngày, ngựa thông thường chỉ đẻ một con, trường hợp sinh đôi là rất hiếm.
Ngựa mang thai 320-370 ngày, trung bình 340 ngày, thì đẻ, nó đẻ một con, rất hiếm khi sanh đôi. Thông thường sanh vào mùa xuân. Vài giờ sau khi sanh, ngựa con chạy nhảy được. Ngựa con bú mẹ, sau 4-6 tháng thì bắt đầu ăn. Ngựa là một loài precocial (thuộc nhóm sau khi sinh ra tương đối đã trưởng thành, rời khỏi tổ sau khi sinh). Ngựa non (foals) là giống ngựa động dục trước 12 tháng tuổi, sau khi sanh có khả năng đứng và chạy trong vòng một thời gian ngắn. Ngựa non thường sinh ra vào mùa xuân. Ngựa non Foals thường cai sữa mẹ từ bốn đến sáu tháng tuổi.
Thời gian mang thai của ngựa cái từ 325 đến 335 ngày. Như vậy ngựa cái có thời gian đẻ và thời gian động dục tập trung trong năm từ tháng 1 đến tháng 6 trong năm. Đặc tính của ngựa cứ trung bình khoảng năm rưỡi mới sinh một lứa nên số lượng ngựa không nhiều như những loại vật nuôi khác, hơn nữa việc nuôi ngựa cũng đòi hỏi sự chăm sóc công phu hơn. Có thể nhìn vào trạng thái sức khoẻ, lượng sữa, sức phát triển của ngựa con để biết chế độ nuôi dưỡng ngựa mẹ tốt hay xấu.

### Biểu hiện

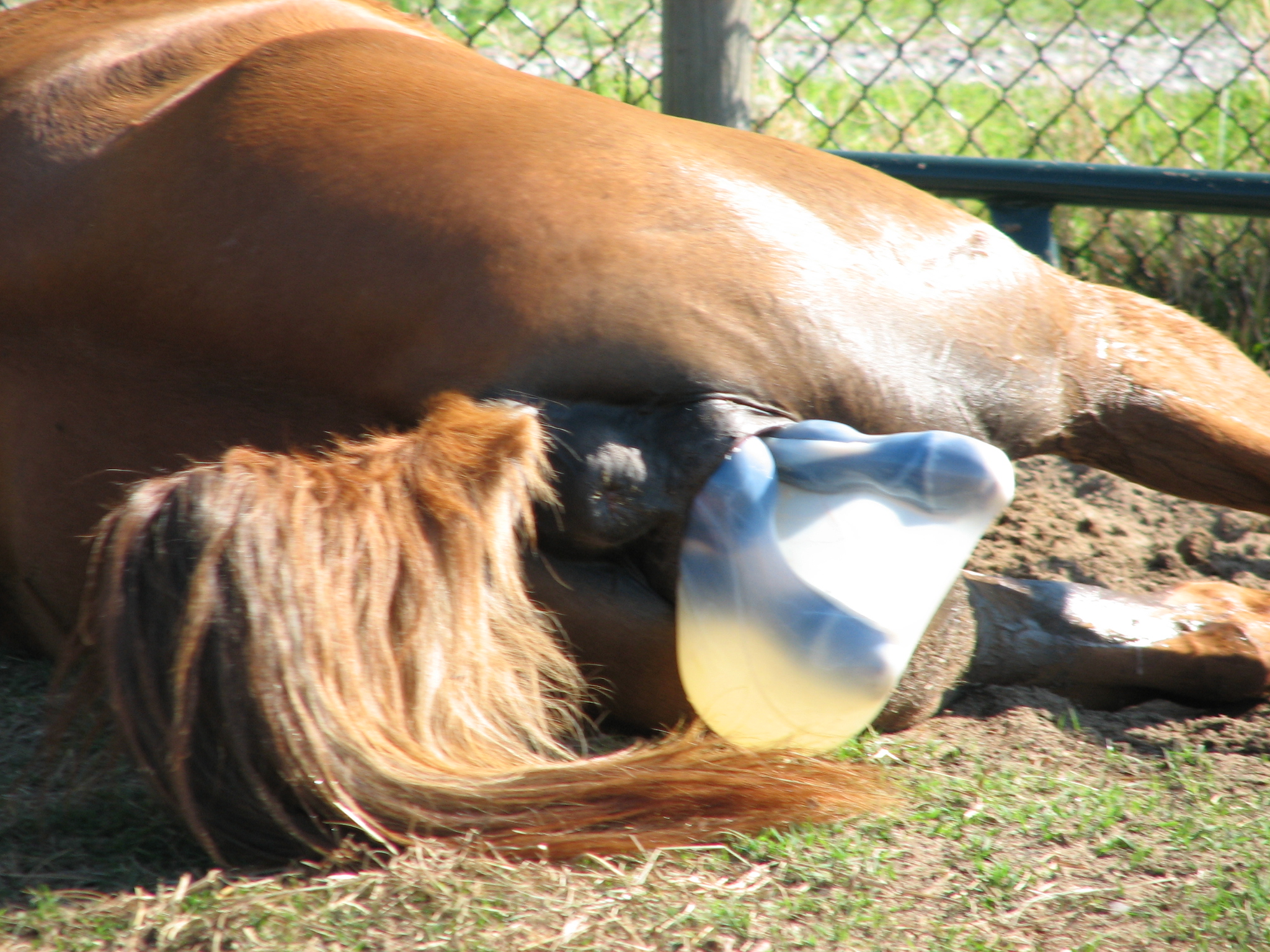
Một con ngựa cái đang sinh con

Gần đến ngày đẻ ngựa kém ăn, không yên tĩnh, thường ngó nhìn bụng. Đường sinh dục mở to, bầu vú phát triển nhanh. Trước khi đẻ 2 ngày trong núm vú có đầy sữa đầu, núm vú to lên, có con sữa rỉ ra từng giọt, có con sữa quấn khô lại bịt lấy nuốm vú. Khi thấy sữa đã chảy ra từng giọt thì trong ngày hoặc sang ngày sau thì ngựa đẻ. Sự biến đổi của bầu vú là hiện tượng đáng tin cậy để phán đoán ngày đẻ của ngựa, tuy nhiên nếu nuôi dưỡng không tốt thì biến đổi của bầu vú không rõ lắm. Kiểm tra dự đoán ngày đẻ bằng theo dõi đặc điểm lâm sàng, đó là hai bầu vú căng, núm vú vểnh ra 2 bên, vắt có sữa non trắng, sút hông, âm hộ sệ, thường xuyên cong đuôi, đái rắt. Chuồng ngựa có rác độn, chắn xung quanh không để ngựa con ra ngoài.
Ngựa cái thường đẻ vào chiều và đêm. Ngựa thường đẻ vào đêm lúc 8-10 giờ đêm và 3-4 giờ sáng. Lúc gần đẻ con vật bồn chồn, đứng nằm không yên. Có con chân trước cào đất, chân sau đá vào bụng, cong lưng mà rặn. Ngựa thường rặn đẻ đột ngột, bắt đầu rặn một lúc thì nằm xuống. Tư thế ngựa đẻ nằm và nhổm mông lên, khi thai ra, ngựa mẹ đứng dậy liếm con. Có trường hợp khi bọc ối lòi ra thì ngựa mẹ đứng lên ngay hoặc do thai dãy yếu nên bọc ối không vỡ ra được. Phải xé rách bọc ối ngay, nếu để chậm ngựa con dễ bị ngạt. Nếu thai thuận, ngựa đẻ bình thường thì thời gian đẻ chỉ kéo dài 20-30 phút. Ngựa con khoẻ mạnh thông thường tự nó đạp rách và giải phóng khỏi màng thai.

### Đỡ đẻ
Người chăn nuôi chỉ cần cắt rốn (có trường hợp rốn tự đứt). Cắt rốn cách bụng 2 cm, sát trùng bằng cồn iôt để tránh nhiễm trùng. Dùng rơm hoặc cỏ khô mềm lau toàn thân ngựa con. Móc hết nhớt ở mồm, mũi và tai. Sau 30 - 60 phút, ngựa con đứng dậy được và tìm vú mẹ. Nếu ngựa con yếu, người chăn nuôi cần hỗ trợ nó bằng cách nâng nó đứng lên, giúp tìm vú mẹ và đỡ nâng thân mình để nó bú được sữa đầu càng sớm càng tốt. Trong khi trực đỡ đẻ cần chú ý nhau ra, sau đẻ 1-2 giờ, ngựa ít sát nhau hơn các gia súc khác. Ngựa con sinh ra phải được thắt cuống rốn bằng chỉ chắc, sau cắt để cuống rốn dài 1,5–2 cm, chấm sát trùng bằng cồn iod.
Lúc đầu khoảng 1 giờ ngựa con bú một lần. Nếu ngựa mẹ phải đi làm việc sớm thì vần chú ý trong hai tháng đầu cứ 2 giờ phải cho ngựa mẹ nghỉ để ngựa con đến bú một lần. Lau cho ngựa con khô, cho con bú. Những ngựa đẻ lứa đầu thường chưa chịu cho con bú phải nên khống chế mẹ tập cho con bú. Cho ngựa con bú đầy đủ sữa đầu có ý nghĩa hết sức quan trọng vì sữa đầu giàu chất dinh dưỡng, có kháng thể miễn dịch có lợi cho sự chống đỡ bệnh tật của ngựa con. Độn rơm hoặc cỏ khô để giữ nền chuồng ấm, tránh lạnh cho cả mẹ và con. 

## Hậu sản

### Chăm sóc

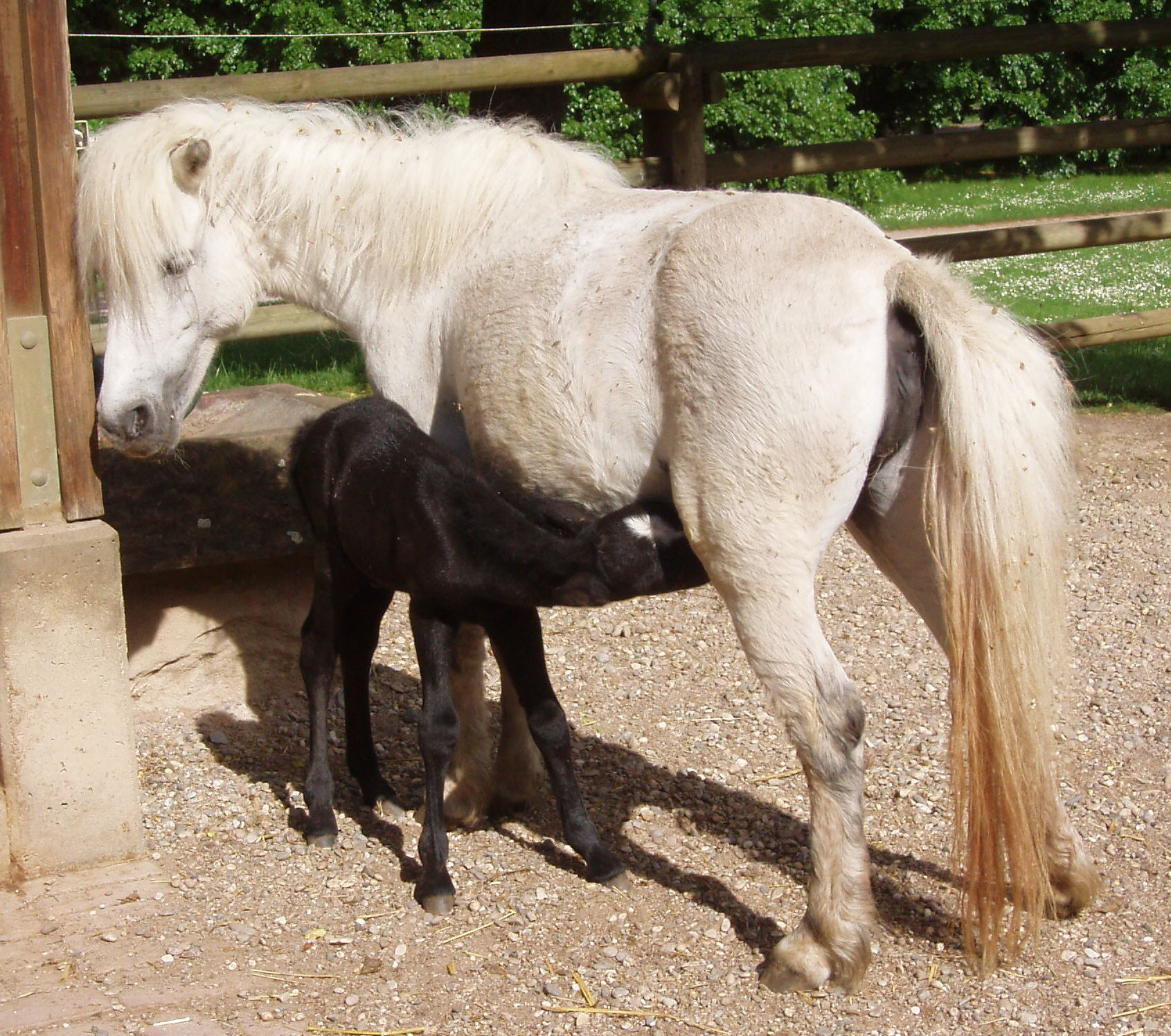
Ngựa mẹ và ngựa con

Cho ngựa mẹ ăn từ 1-1,5 kg/ngày (nguồn thức ăn tinh là ngô, cám, thóc…) lượng thức ăn thô cần bằng 12-15% khối lượng cơ thể, ngựa chăn thả 4 giờ trong ngày có thể thu nhặt được 35-40% nhu cầu thức ăn thô còn lại phải được bổ sung cho đủ và cho ăn làm nhiều bữa, ngựa chửa cần được ăn thêm bữa buổi tối.Chăm sóc: Ngựa chửa nên nhốt mỗi ngựa một ô chuồng, diện tích 4,5-5m2 cho 1 ngựa, nền chuồng lát gỗ hoặc lát gạch, được dọn phân sạch sẽ. Tắm cho ngựa trong những ngày nắng ấm, chải lông cho ngựa trong những ngày trời giá, lạnh. Chuồng ngựa cần được che chắn rét trong mùa đông. Ngựa nuôi sinh sản kiêm làm việc cần được nghỉ làm việc trước 20 ngày đẻ và sau đẻ 1 tháng. Trong thời gian chửa, lượng hàng thồ < 30% khối lượng cơ thể.
Ngựa con rất hiếu động, chạy nhảy nhiều nên ngựa con phải có toang chắn trong ô chơi ít nhất 10 ngày, thời gian này, ngựa mẹ được chăm sóc tại chuồng và sân chơi, đặc biệt chu kỳ động dục sau đẻ của ngựa mẹ phải khống chế ngựa con khi phối giống cho ngựa mẹ. Ngựa con lúc 35 ngày tuổi đã liếm thức ăn tinh và cỏ từ bãi chăn. Ngựa con cần được bổ sung thức ăn tinh từ lúc ngựa 40 ngày tuổi, lượng thức ăn cho ăn tăng dần từ 0,1 kg ngày đầu bổ sung đến 0,3 kg ở giai đoạn 6 tháng tuổi. Thức ăn thô được cắt ngắn 5–7 cm, cho ăn vào bữa chiều và tối, lượng ăn bằng 10% khối lượng cơ thể. Máng ăn cho ngựa con được làm bằng gỗ hoặc máng xi măng, đạt độ cao 0,4-0,5 m để ngựa con dễ ăn. Thức ăn tinh nên bổ sung cho ngựa con ăn vào buổi trưa.

### Khai sinh

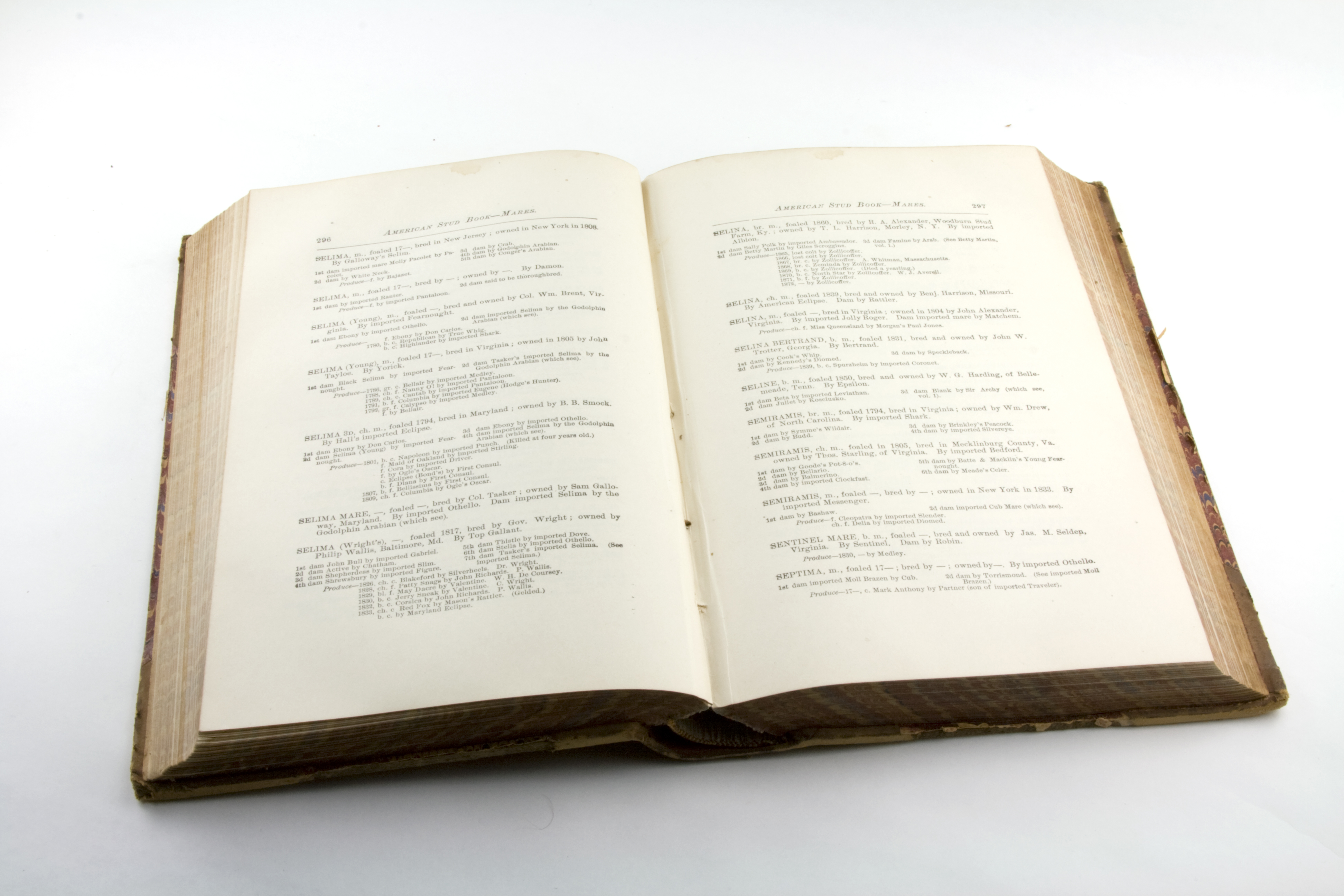
Một cuốn sách phả hệ ngựa ở Mỹ

Việc đăng ký khai sinh cho ngựa là rất quan trọng trong công tác quản lý giống. Việc khai sinh có ý nghĩa trong công tác chọn giống thông qua việc xác định phả hệ của một cá thể ngựa. Nhiều nước từ lâu đã thành lập các cơ quan hay hiệp hội đăng ký giống và nhận đăng ký khai sinh cho ngựa. Là ngựa chiến thì bắt buộc phải làm giấy khai sinh, cung cấp thông tin đầy đủ về chiều cao, cân nặng, chủng, loài, tên họ và chủ nhân. Ngựa đua cũng được đăng ký làm giấy khai sinh, đầy đủ thông tin chi tiết như tên, năm sinh, giới tính, màu lông, đặc điểm nhận dạng, tên ngựa cha mẹ, tên chủ nuôi. Sau đó sẽ cập nhật vào sổ phả hệ để theo dõi xuyên suốt
Giấy khai sinh đối với một chú ngựa đua rất quan trọng, vì nếu không có nó, chú ngựa sẽ không được phép tham sự các cuộc đua, chẳng hạn như ở trường đua Phú Thọ trước đây. Tên ngựa đua khi ra trường đua cũng không được trùng nhau. Nếu trùng, sẽ phải làm lại giấy khai sinh khá phiền phức. Hầu hết chủ ngựa khi đặt tên ngựa sẽ dựa vào sở thích, hay gửi gắm vào đó một thông điệp, khát vọng. Có những chủ ngựa thích đặt theo tên người nổi tiếng trong bóng đá, diễn viên, ca sĩ, phim kiếm hiệp như Lục Tiểu Phục, Mai Trinh, Êlizabet. Những cái tên rất đẹp, sang trọng đặt cho ngựa, Đặt tên cho nó dựa vào ngoại hình, khả năng đua của nó và dựa vào tình cảm của người chủ dành cho nó.

## Trong văn hóa

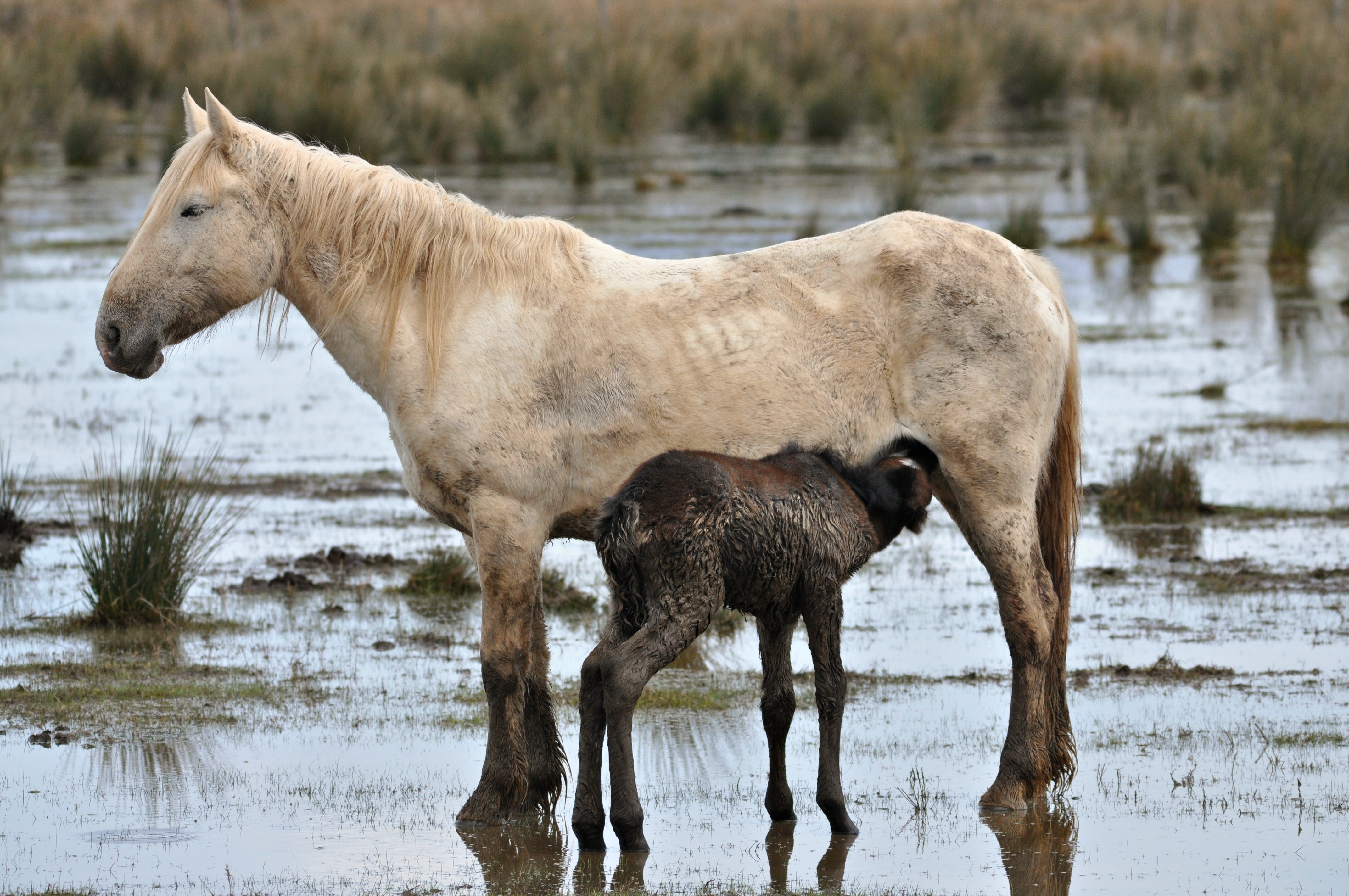
Ngựa mẹ và ngựa con

Loài ngựa cũng được nhắc tới trong tiếng lóng để nói về sức mạnh tình dục của phái nữ, từ lóng "con ngựa" hay "con đĩ ngựa", "quá ngựa" dùng để ám chỉ về những người phụ nữ có sức mạnh tình dục cao. Trong phim ảnh người ta còn dùng thuật ngữ "phi ngựa" (gallop) để miêu tả một tư thế tình dục được các nhà giáo dục giới tính Âu Châu ưa thích. Đối với đàn ông, cũng thật sự quý giá khi cái làm nên đàn ông ở họ được nói là "dài như ngựa", đó là một lời khen.
Có rất nhiều từ để gọi, tùy theo tuổi và giới tính, ngựa được gọi bằng nhiều tên trong tiếng Anh như sau:
- Foal: Ngựa con, đực hay cái, dưới 1 tuổi.
- Suckling hay Nursing foal: Ngựa con còn bú, từ lúc sanh đến khoảng 5 tháng
- Weanling: Là ngựa non từ 5 đến 7 tháng khi bắt đầu biết ăn.
- Yearling: Ngựa từ 1 đến 2 tuổi, đực hay cái.
- Colt: Ngựa đực con dưới 4 tuổi.
- Filly: Ngựa cái con dưới 4 tuổi.
- Gelding: Ngựa đực bị thiến.
- Stallion: Ngựa giống, ngựa đực giống là ngựa đực (không bị thiến) trên 4 tuổi.
- Mare: Ngựa nái là con ngựa cái trên 4 tuổi,
- Thoroughbred: Ngựa đua hay ngựa thuần chủng, ngựa nòi là ngựa đua đực (colt) hay cái (filly) dưới 5 tuổi theo định nghĩa của người Anh. Theo người Úc thì dưới 4 tuổi.

## Tham khảo

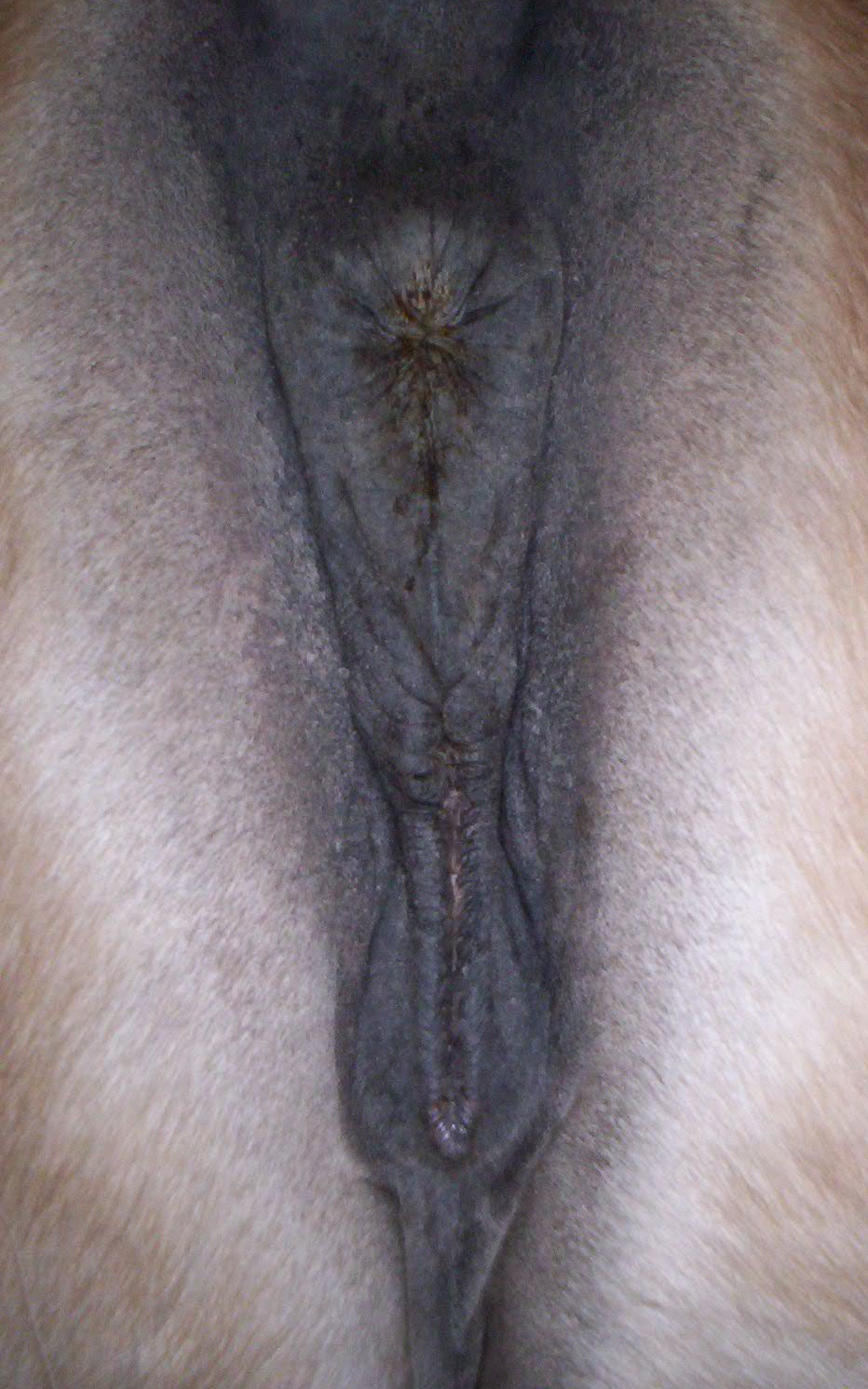
Âm hộ của một con ngựa nái